# Elezioni presidenziali negli Stati Uniti d'America del 1856
Le elezioni presidenziali negli Stati Uniti d'America del 1856 furono la 18° tornata elettorale quadriennale e si tennero martedì 4 di novembre. Furono vinte da James Buchanan del Partito Democratico.
Il presidente uscente Franklin Pierce non riuscì a ottenere la nomina di candidato del suo Partito Democratico, nonostante i molti sforzi profusi; James Buchanan, un esperto uomo politico che aveva già svolto diversi incarichi pubblici e governativi (era stato tra l'altro ambasciatore presso il Regno Unito) venne invece scelto al suo posto.
La questione della schiavitù rimase onnipresente nei dibattiti nel corso di tutta la campagna elettorale, mentre il Partito Whig, da 30 anni una delle maggiori e più radicate forze politiche, si disintegrò improvvisamente. Nuove organizzazioni, come il Partito Repubblicano, fortemente schierato contro l'espansione della schiavitù nei territori degli Stati Uniti d'America medio-occidentali, e il Know Nothing, che ignorò quasi del tutto la schiavitù per concentrarsi sulle politiche anti-immigrazione (Nativismo) e contro la Chiesa cattolica, divennero gli avversari principali del Partito Democratico.
I neonati Repubblicani scelsero John Charles Frémont, originario della California, come il primo candidato alla presidenza della loro storia. Il Partito detto "Know Nothing" nominò invece l'ex presidente degli Stati Uniti Millard Fillmore di New York.
Frémont condannò senza mezze misure la legge detta Kansas-Nebraska Act, che lasciava la via libera all'espansione della schiavitù. Buchanan fece campagna descrivendo i Repubblicani come pericolosi estremisti la cui vittoria avrebbe condotto all'esplosione di una guerra civile: i Democratici approvarono la "sovranità popolare" quale metodo per determinare la legalità o meno della pratica schiavista negli Stati appena costituiti o in via di ammissione.
Buchanan ottenne la maggioranza relativa del voto popolare e quella assoluta dei grandi elettori, vincendo in tutti gli Stati schiavisti tranne uno e in cinque Stati liberi; nel voto popolare sopravanzò il secondo, Frémont, del 12,2%, uno dei più ampi margini nella storia delle elezioni statunitensi. I risultati del collegio elettorale indicarono però un risultato meno schiacciante: se i Democratici avessero perso in tre degli Stati in cui vinsero di misura, non ci sarebbe stata una maggioranza assoluta tra i grandi elettori e il presidente sarebbe stato quindi scelto dalla Camera dei rappresentanti.
Il 1856 fu l'ultimo successo dei Democratici fino alle elezioni del 1884; fu anche l'ultima volta in cui un Democratico divenne presidente succedendo a un presidente democratico, e l'unica in cui un ex presidente si candidò con un partito diverso dal proprio, dopo non essere riuscito ad ottenere la candidatura nel proprio partito.

## Nomination
Il confronto si svolse principalmente fra tre partiti, anche se nel corso della primavera furono attive anche altre formazioni; le Convention vengono considerate e sono messe in ordine seguendo il voto popolare che ne derivò.

### Democratici

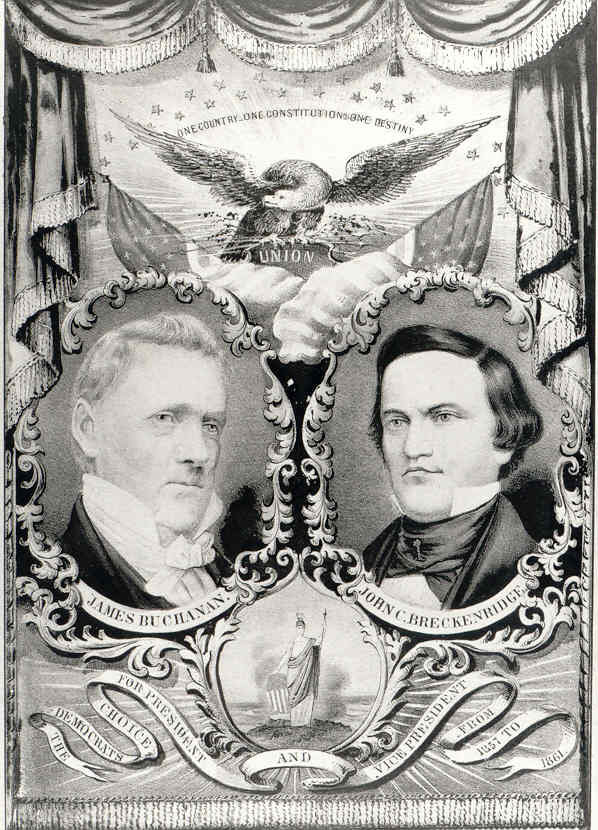
Manifesto elettorale di Buchanan e Bleckinridge.

Inizialmente i candidati democratici furono i seguenti:
- James Buchanan, ambasciatore presso il Regno Unito ed ex Segretario di Stato degli Stati Uniti d'America.
- Franklin Pierce, presidente degli Stati Uniti d'America in carica.
- Stephen A. Douglas, senatore per l'Illinois.
- Lewis Cass, ex senatore per il Michigan e candidato alle elezioni presidenziali del 1848.

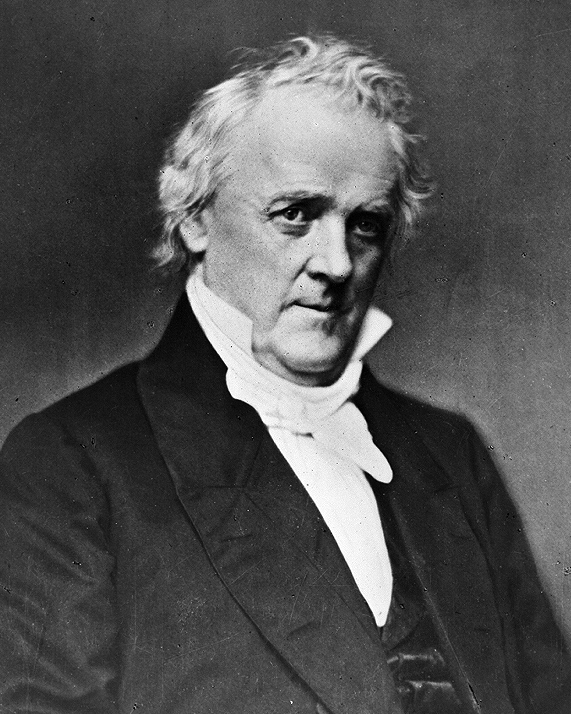
James Buchanan
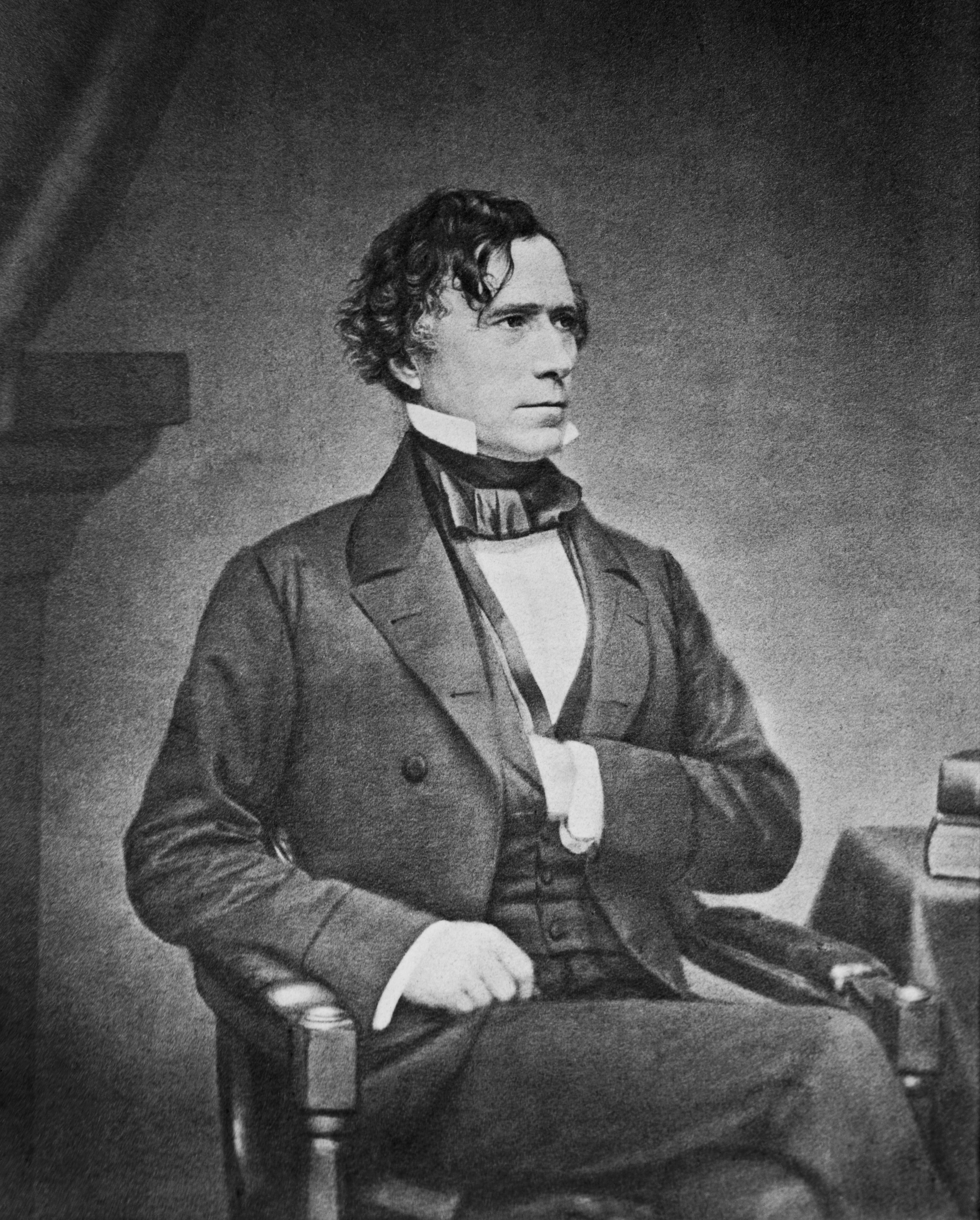
Franklin Pierce (ritiratosi al 15° ballottaggio in favore di Douglas)
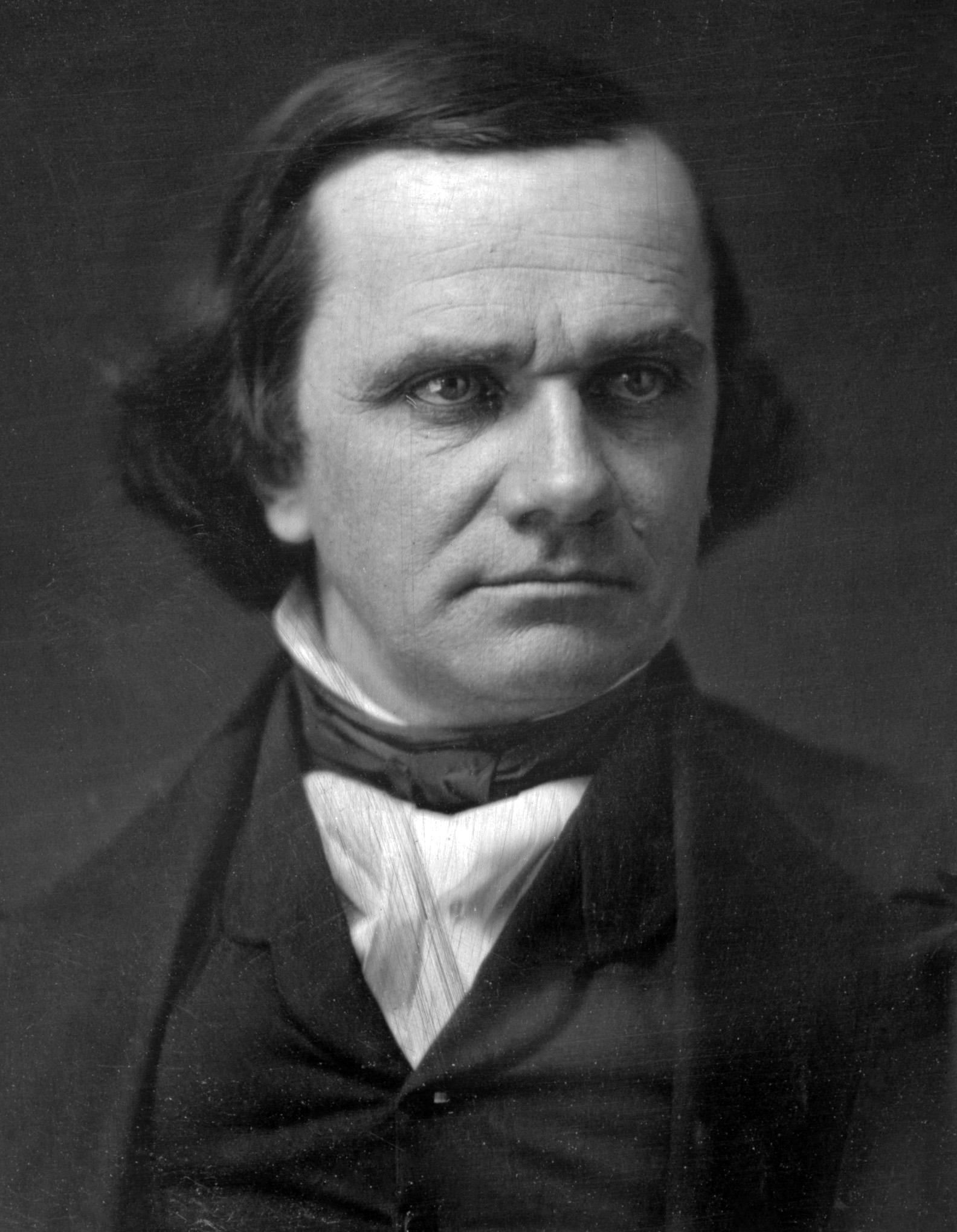
Stephen A. Douglas (ritiratosi al 17° ballottaggio in favore di Buchanan)
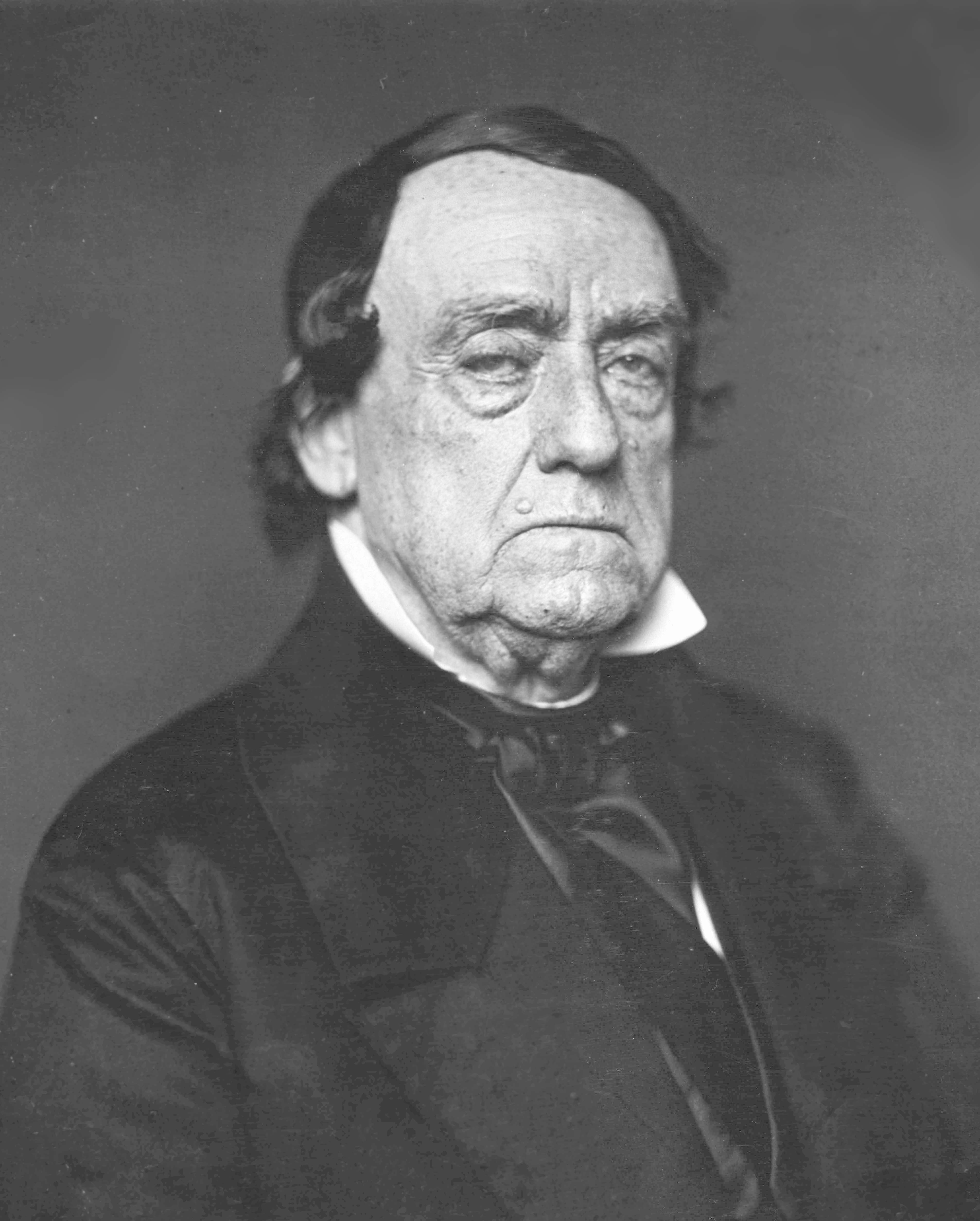
Lewis Cass

Il Partito Democratico era stato indebolito dalla sconfitta alle elezioni di metà mandato del 1854-1855. Il senatore Douglas, che aveva sponsorizzato la legge detta Kansas-Nebraska Act, entrò in gara in contrapposizione al presidente Pierce. La delegazione proveniente dalla Pennsylvania appoggiava il proprio favorito Buchanan.
La settima Convenzione nazionale democratica si tenne nella "Smith and Nixon’s Hall" di Cincinnati dal 2 al 6 giugno. I delegati risultavano essere profondamente divisi nei riguardi della questione schiavista. Già al primo ballottaggio Buchanan si piazzò primo con 135 preferenze, contro 123 per Pierce, 33 per Douglas e 5 per Cass; ad ogni ulteriore votazione Douglas guadagnò terreno a spese di Pierce. La maggioranza dei due terzi era però molto lontana per tutti i candidati. Al 14° ballottaggio la maggior parte dei sostenitori del presidente si spostò in direzione di Douglas nell'aperto tentativo di fermare Buchanan. Douglas fu costretto a ritirasi quando divenne chiaro che Buchanan era oramai appoggiato dalla maggioranza dei partecipanti e per il timore che continuare la sfida avrebbe creato divisioni interne che potevano ridurre le possibilità di vittoria finale a novembre. Per la prima volta nella storia degli Stati Uniti, un presidente o un ex presidente non riuscì a ottenere la nomina a candidato per secondo mandato.
| Votazioni per la presidenza |     |     |     |     |     |     |     |     |     |     |     |     |     |     |     |     |     |
| Votazione                   | 1°  | 2°  | 3°  | 4°  | 5°  | 6°  | 7°  | 8°  | 9°  | 10° | 11° | 12° | 13° | 14° | 15° | 16° | 17° |
| James Buchanan              | 135 | 139 | 139 | 141 | 140 | 155 | 143 | 147 | 146 | 147 | 147 | 148 | 150 | 152 | 168 | 168 | 296 |
| Franklin Pierce             | 123 | 120 | 119 | 119 | 119 | 107 | 89  | 87  | 87  | 80  | 80  | 79  | 77  | 75  | 4   | 0   | 0   |
| Stephen Douglas             | 33  | 31  | 32  | 30  | 31  | 28  | 58  | 56  | 56  | 63  | 63  | 64  | 63  | 63  | 118 | 122 | 0   |
| Lewis Cass                  | 5   | 6   | 6   | 6   | 6   | 5.5 | 6   | 6   | 7   | 6   | 5.5 | 6   | 6   | 5.5 | 5   | 6   | 0   |

Numerosi candidati vennero proposti per la vicepresidenza, ma alcuni di loro cercarono di declinare l'offerta; tra questi vi era John C. Breckinridge del Kentucky. Egli, oltre ad essere stato proposto, nella sua qualità di delegato appoggiava l'ex presidente della Camera dei rappresentanti Linn Boyd; tuttavia, dopo che la delegazione del Vermont si diede da fare per reclutare elettori per Breckinridge, questi fu nominato già alla seconda votazione.

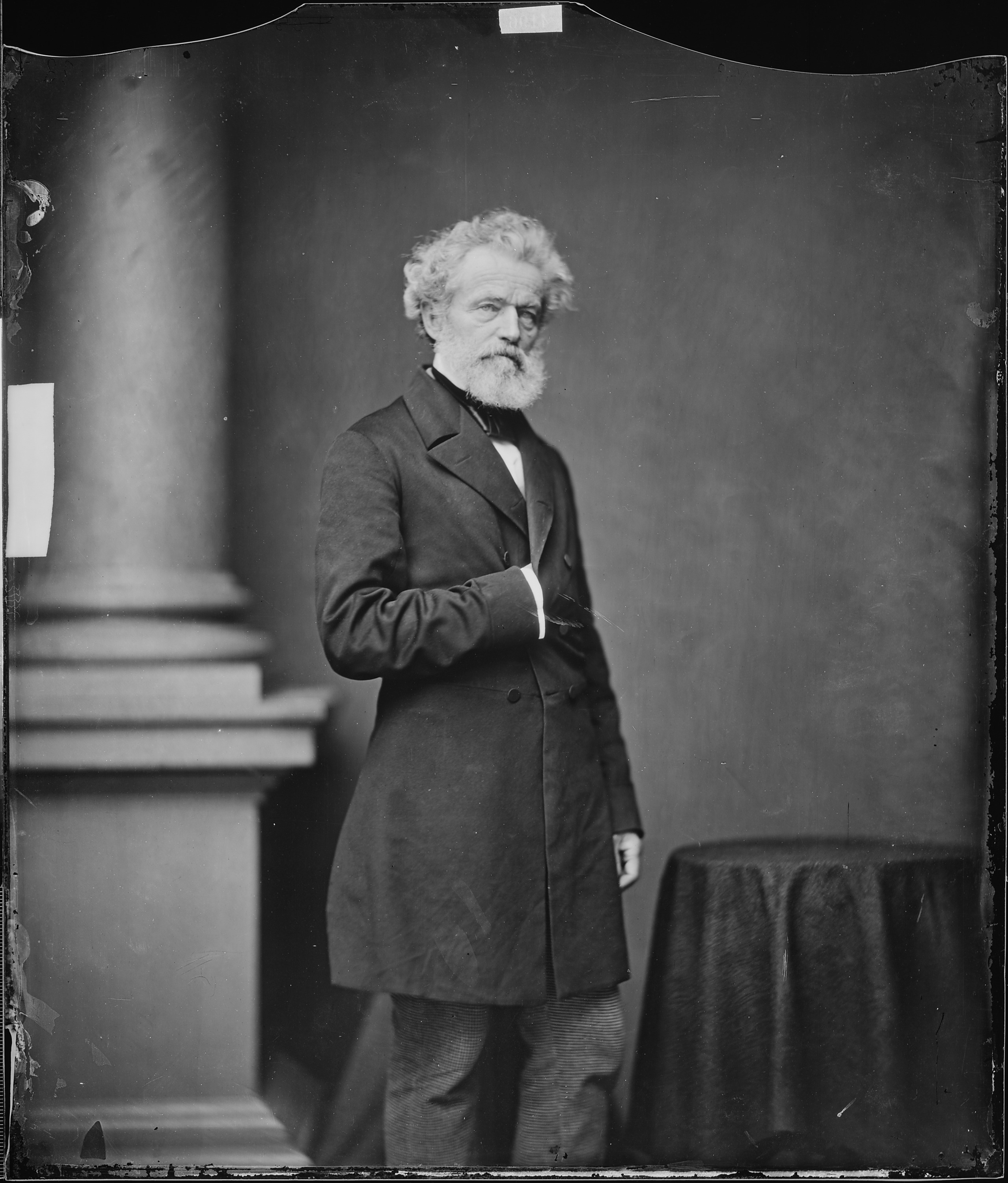
John Anthony Quitman
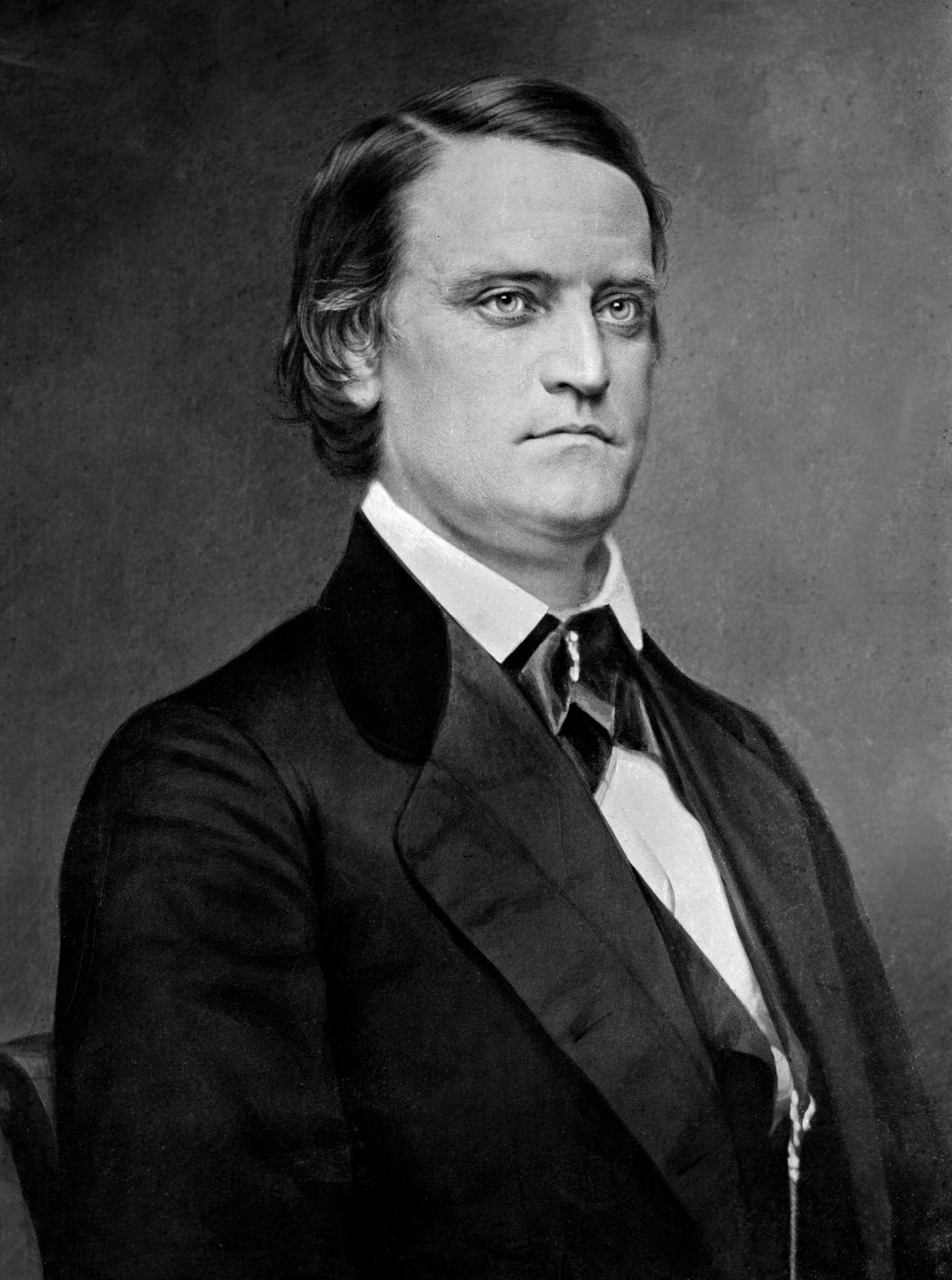
John C. Breckinridge
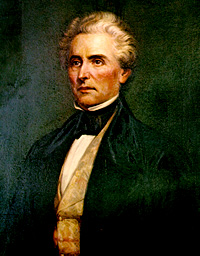
Linn Boyd
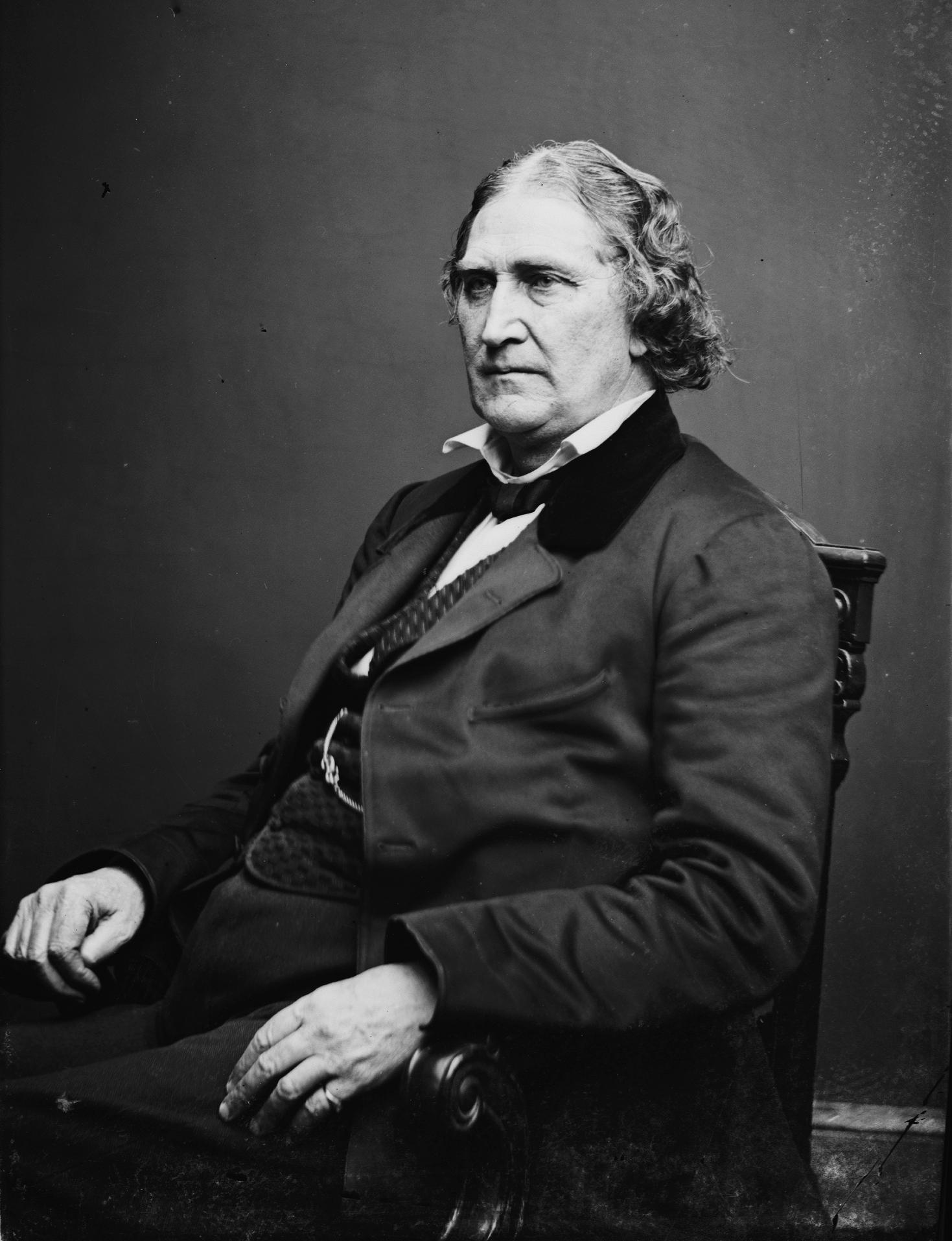
James Asheton Bayard Jr.
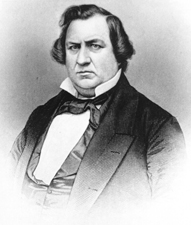
Herschel Vespasian Johnson
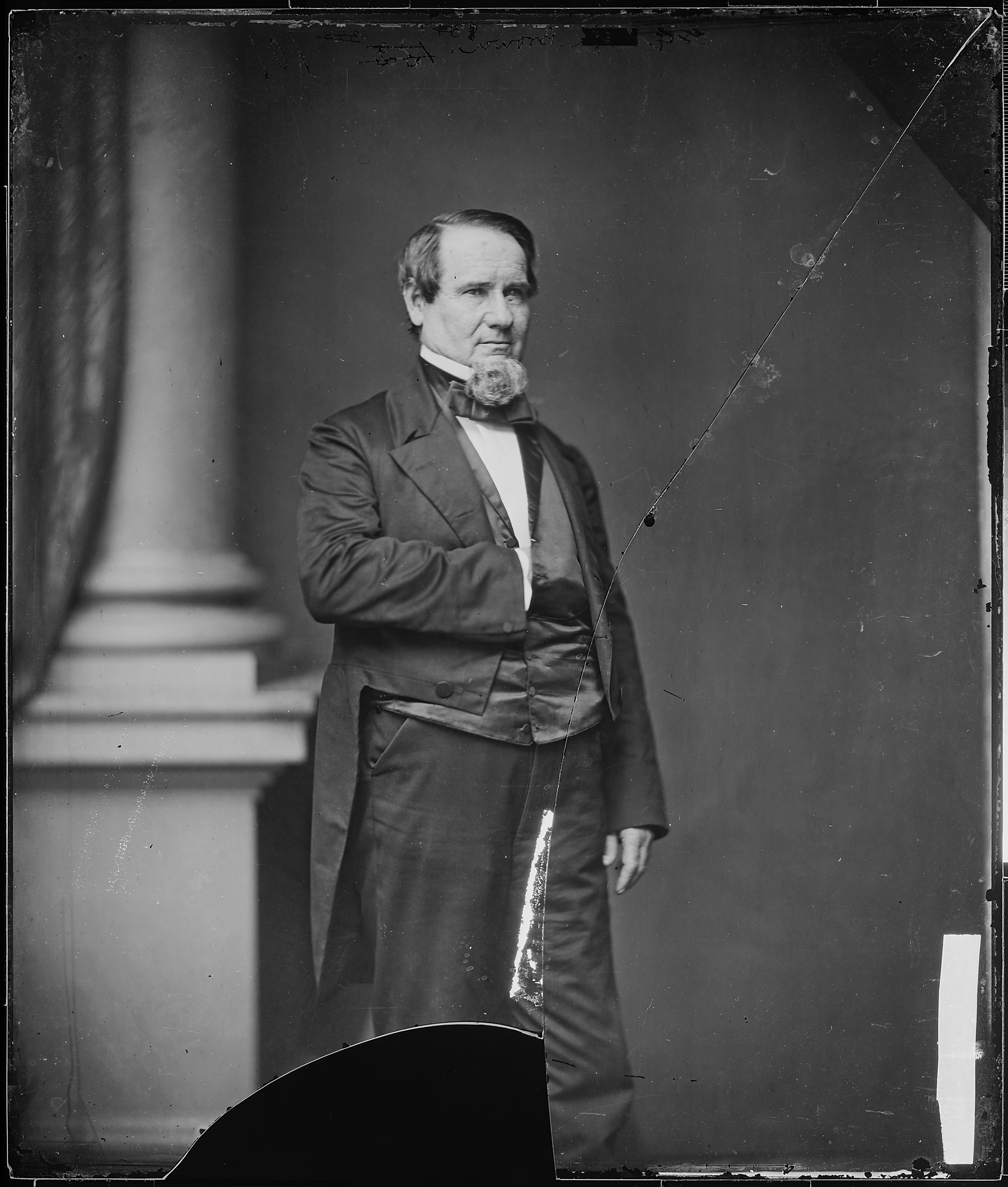
Aaron Venable Brown
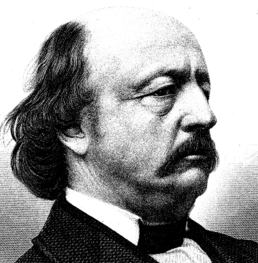
Benjamin Butler
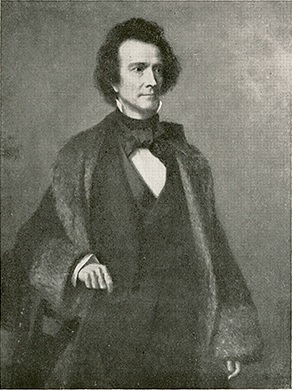
James Cochran Dobbin
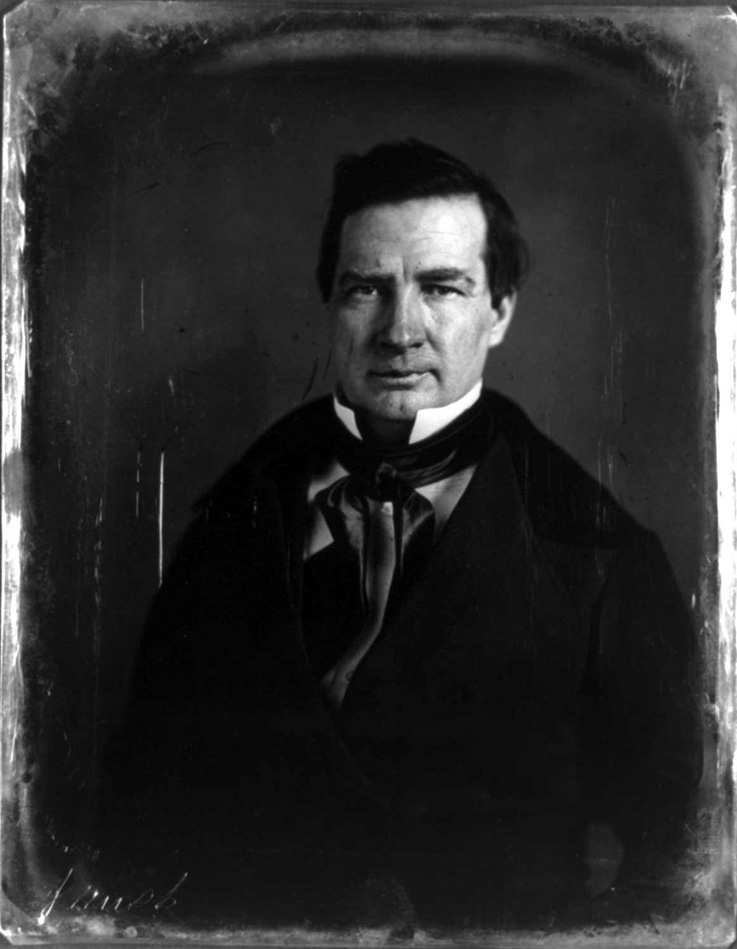
Thomas Jefferson Rusk
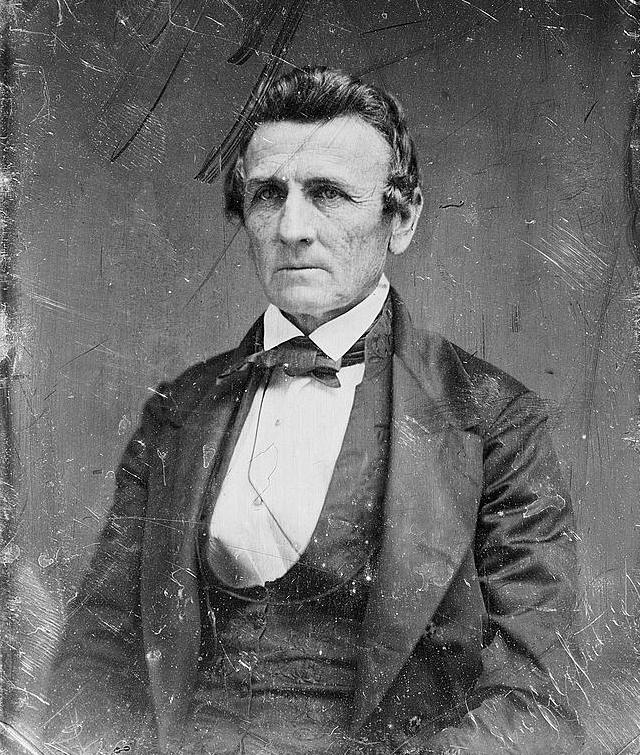
Benjamin Fitzpatrick
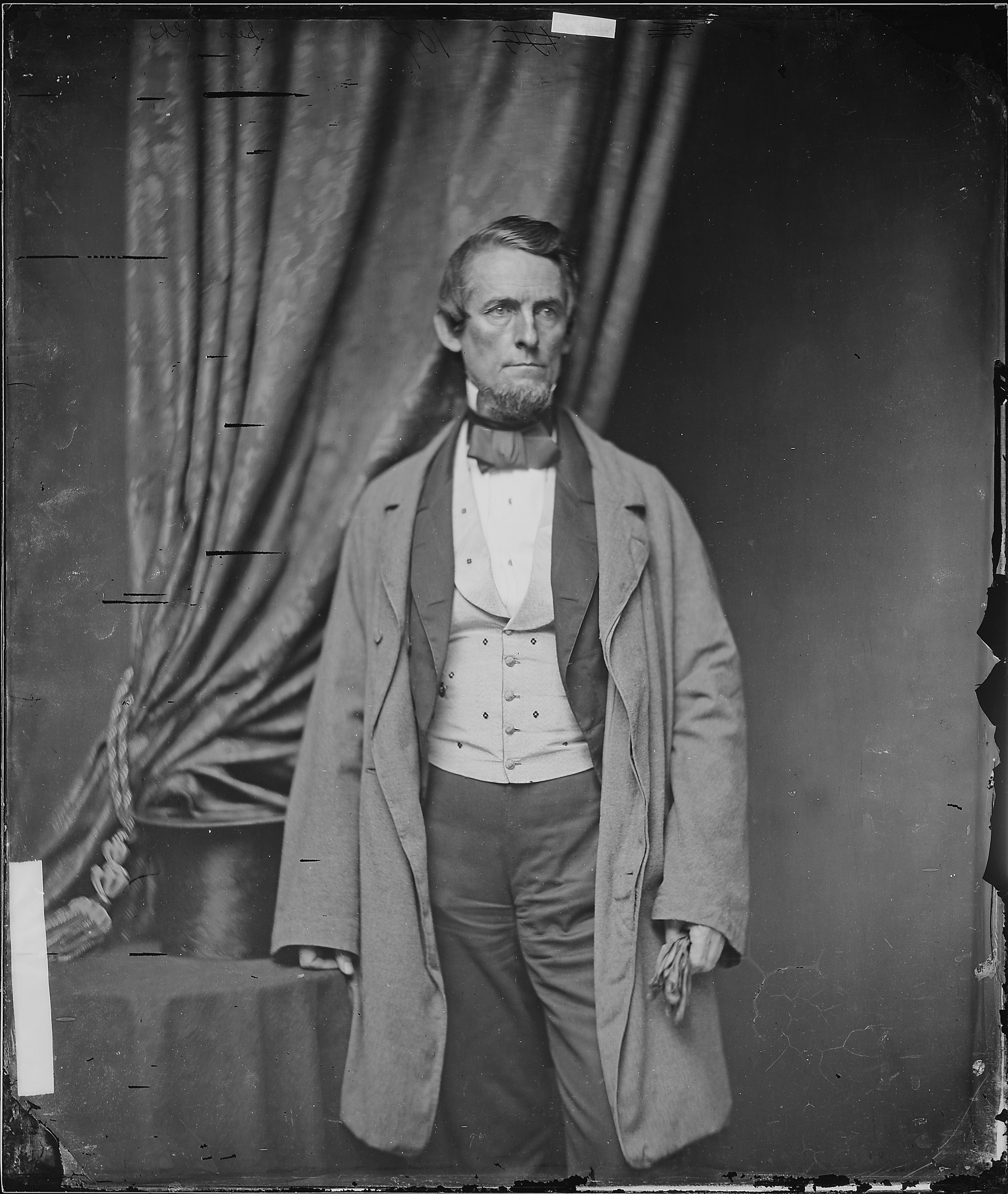
Trusten Polk

| Votazioni per la vicepresidenza |    |             |     |
| Votazione                       | 1° | Ripetizione | 2°  |
| John Anthony Quitman            | 60 | 59          | -   |
| John C. Breckinridge            | 37 | 51          | 296 |
| Linn Boyd                       | 33 | 33          | -   |
| James Asheton Bayard Jr.        | 31 | 31          | -   |
| Herschel Vespasian Johnson      | 31 | 31          | -   |
| Aaron Venable Brown             | 29 | 29          | -   |
| Benjamin Butler                 | 27 | 27          | -   |
| James Cochran Dobbin            | 15 | 13          | -   |
| Thomas Jefferson Rusk           | 15 | 7           | -   |
| Benjamin Fitzpatrick            | 13 | 11          | -   |
| Trusten Polk                    | 5  | 5           | -   |

| Candidati del Partito Democratico, 1856           |                                                                     |
| James Buchanan                                    | John C. Breckinridge                                                |
| per Presidente                                    | per Vice Presidente                                                 |
|                                                   |                                                                     |
| Ex ambasciatore presso il Regno Unito (1853-1856) | Ex deputato del Kentucky alla Camera dei rappresentanti (1851–1855) |

### Repubblicani

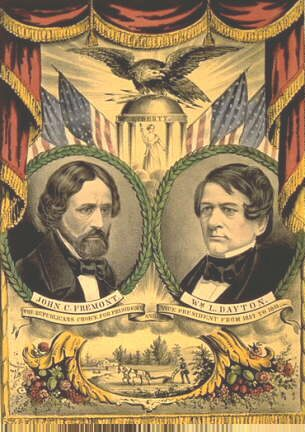
Poster per la campagna elettorale di Fremont e Dayton.

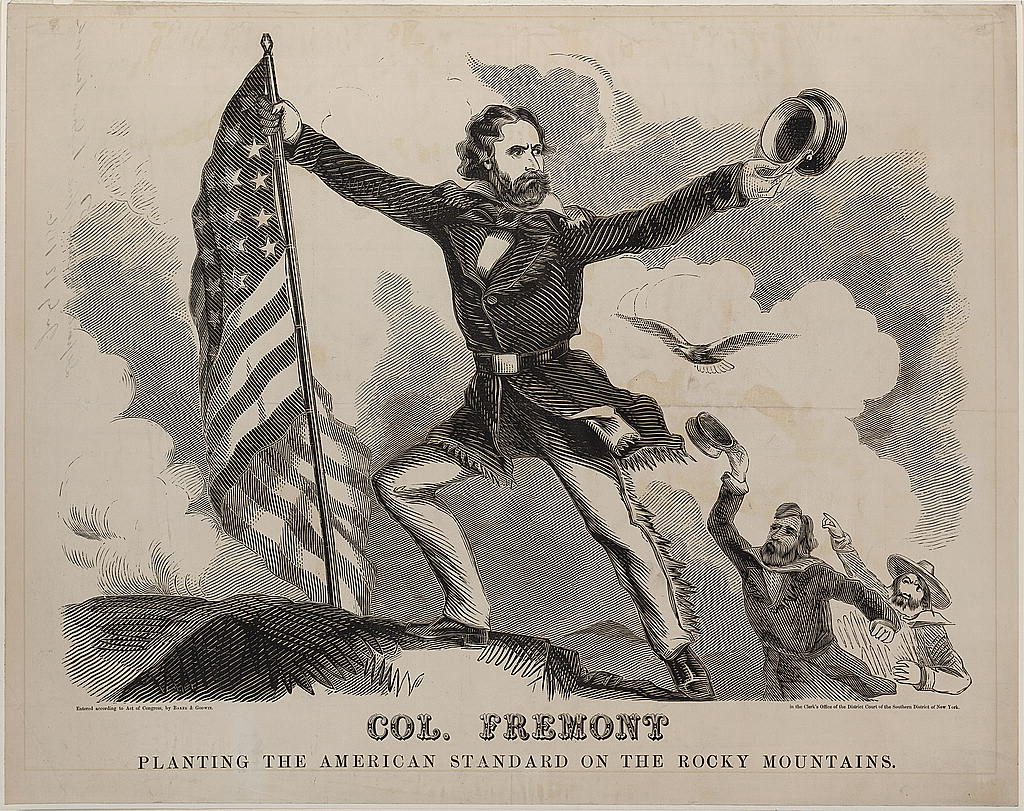
Manifesto elettorale di Frémont, contendente repubblicano alla carica presidenziale. È mostrato sul picco di una montagna mentre pianta la bandiera degli Stati Uniti d'America, mentre sotto vi sono un altro esploratore e un messicano; un'aquila sorge alle sue spalle: scena destinata ad evocare i ricordi eroici delle famose missioni compiute dal candidato sulle Montagne Rocciose nel corso del biennio 1842-43.

Inizialmente i candidati repubblicani furono i seguenti:
- John Charles Frémont, ex senatore per la California.
- John McLean, giudice associato della Corte suprema degli Stati Uniti.

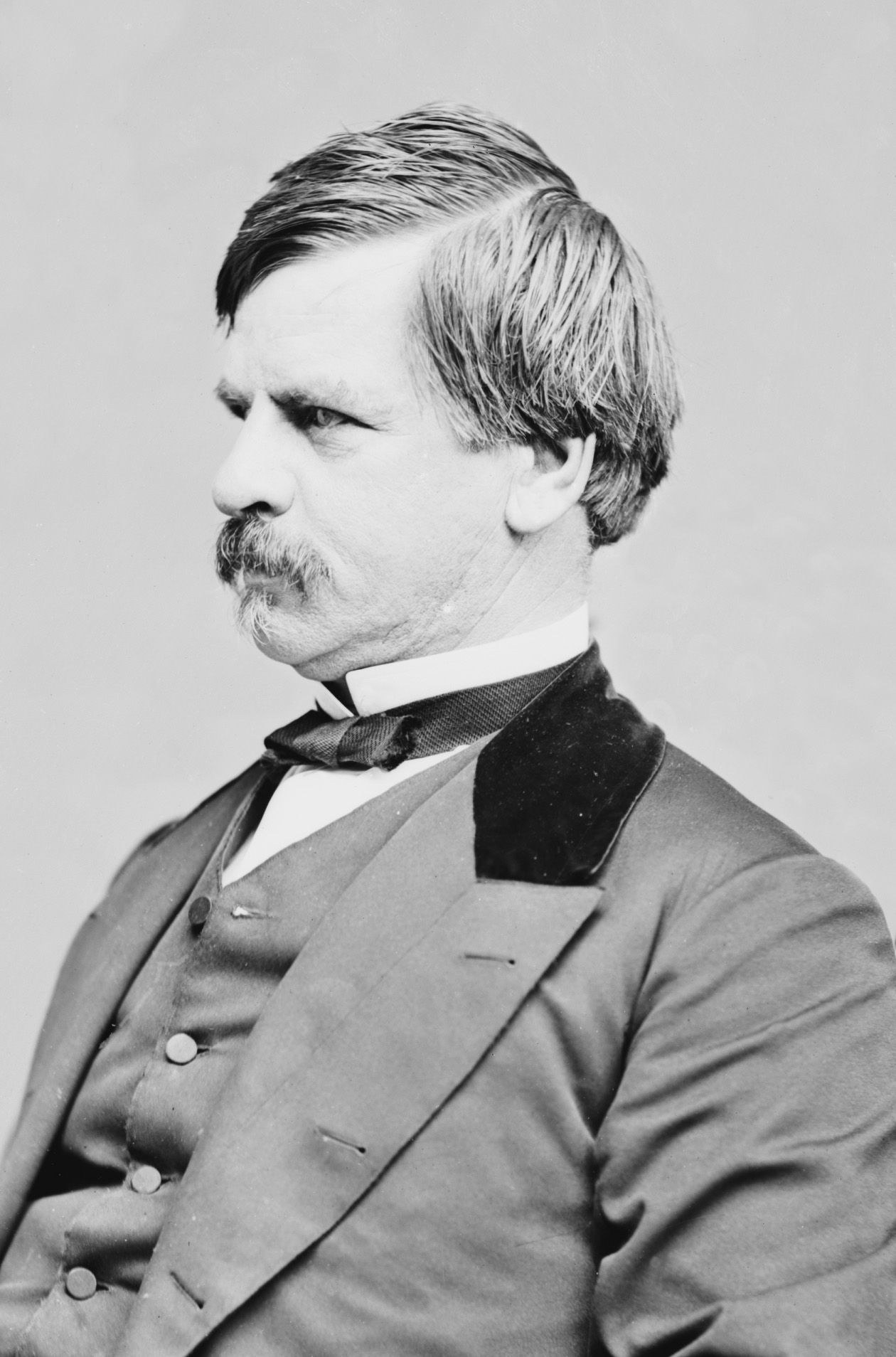
Nathaniel Banks, Presidente della Camera per il Massachusetts
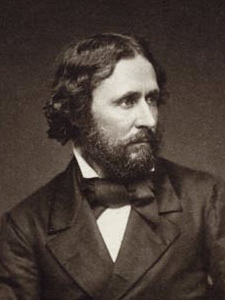
John Charles Frémont
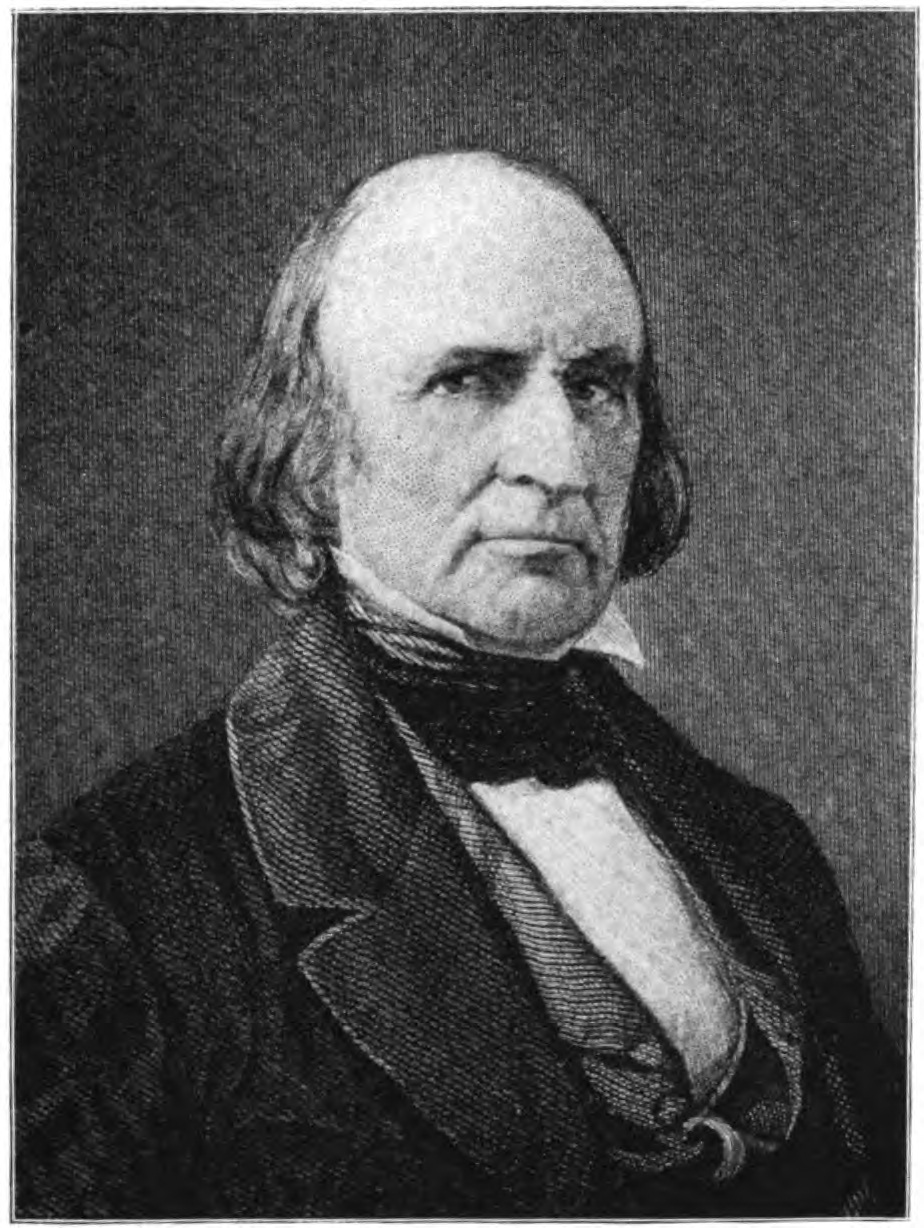
John McLean
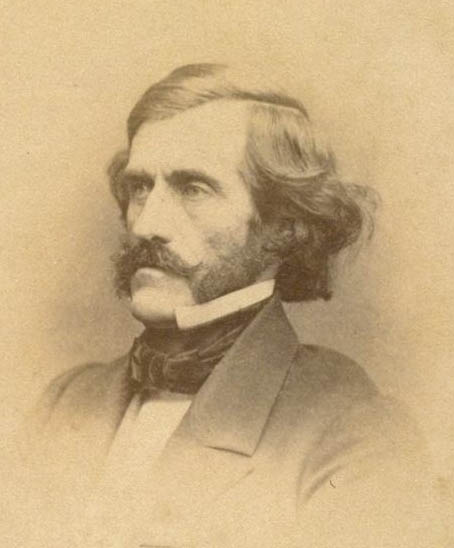
Commodoro Robert Field Stockton per il New Jersey
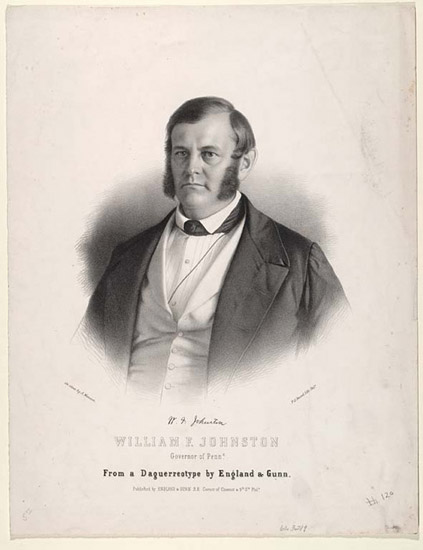
William Freame Johnston, governatore della Pennsylvania
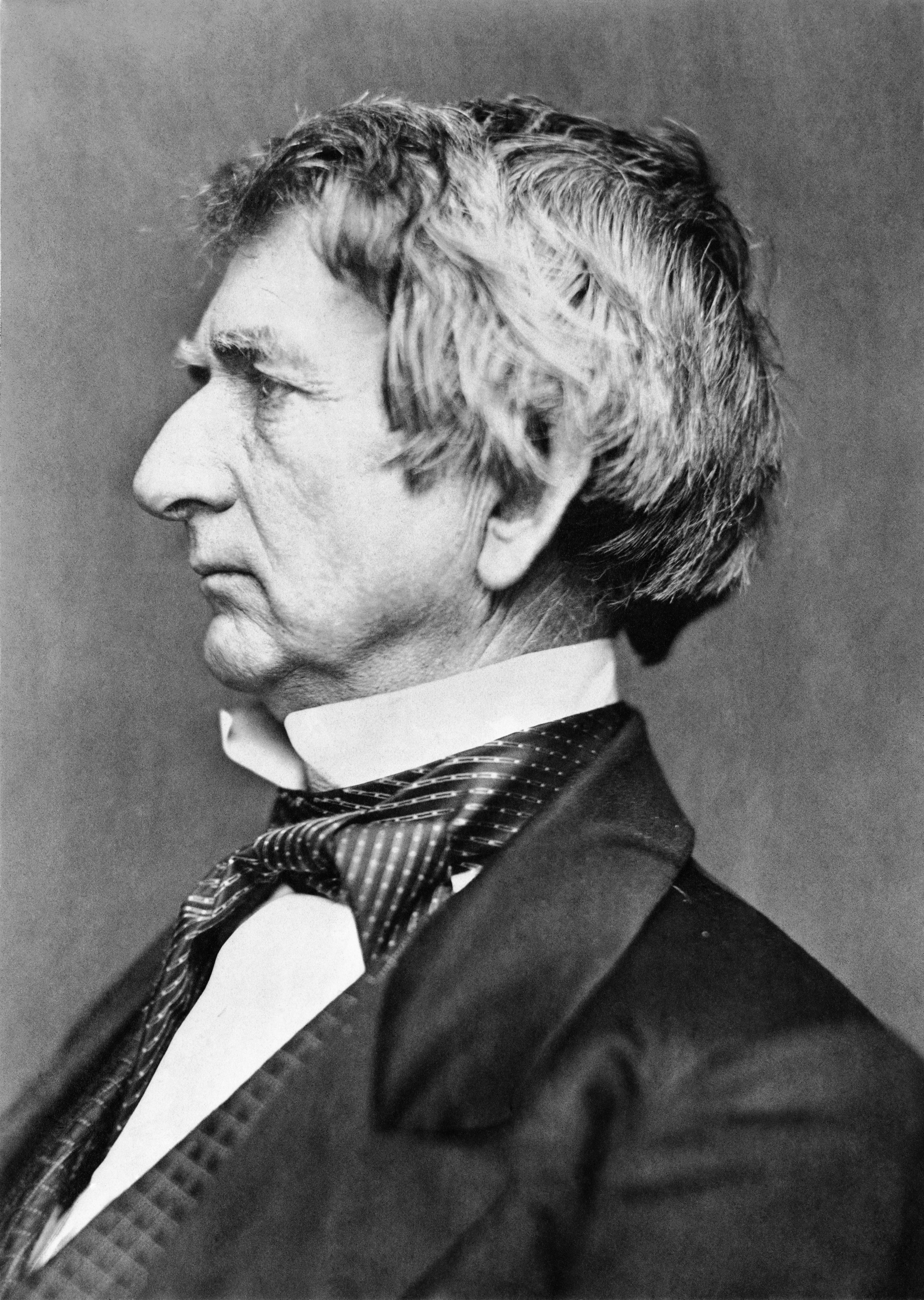
William H. Seward, senatore per lo Stato di New York (declina l'invito)
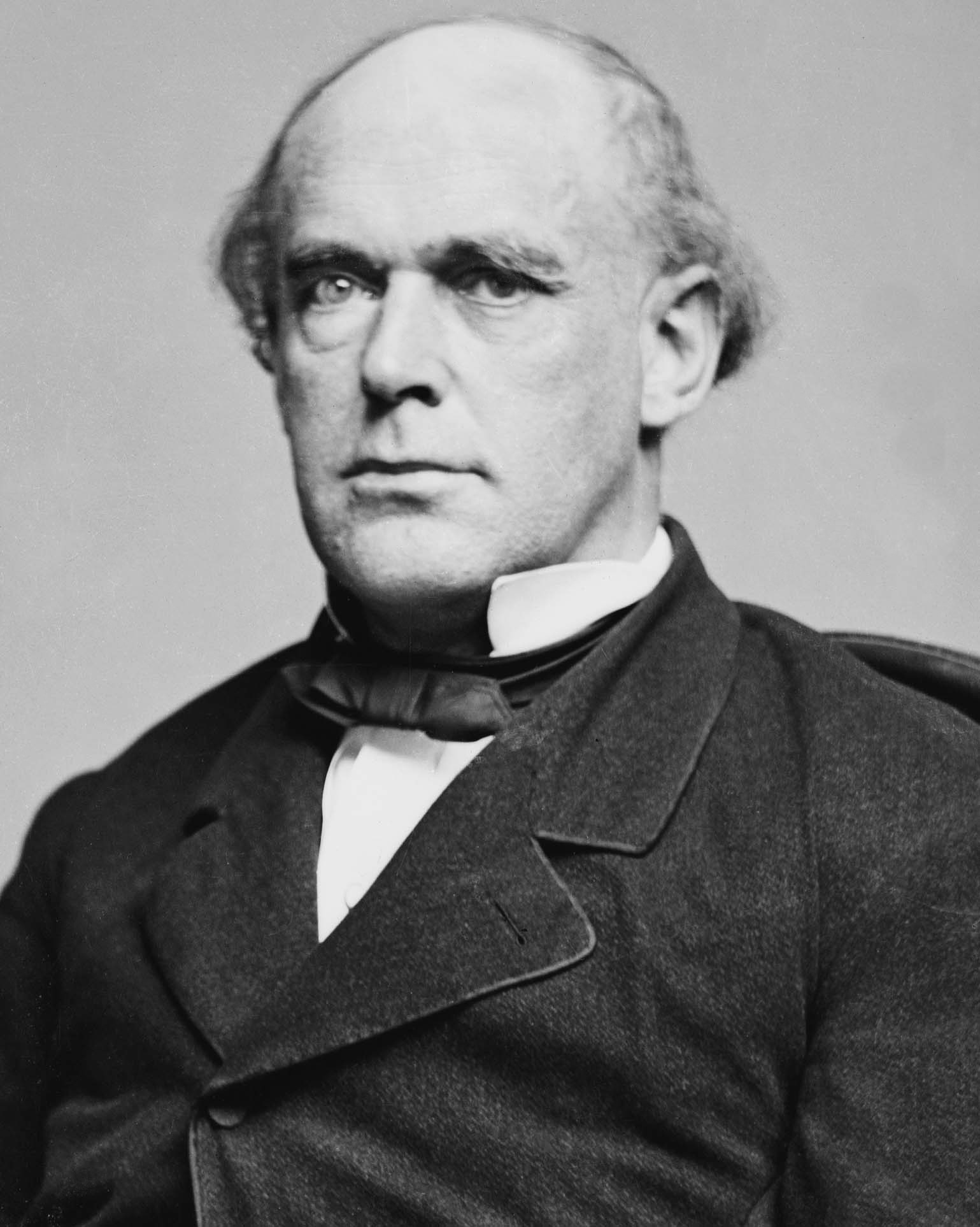
Salmon P. Chase, Governatore dell' Ohio (declina l'invito)
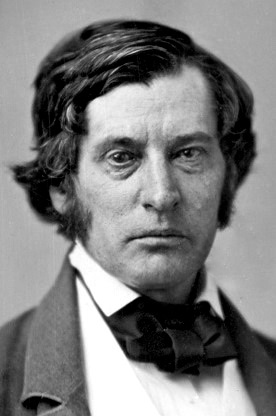
Charles Sumner, senatore per il Massachusetts (declina l'invito)

Il Partito Repubblicano era stato costituito all'inizio del 1854 appositamente per opporsi alla legge detta Kansas-Nebraska Act applicabile nei territori dell'Ovest. Durante le elezioni di metà mandato del 1854-1855 costituì una delle formazioni contrarie alla presidenza di Franklin Pierce contestando apertamente l'amministrazione in carica; fu in grado di vincere 13 seggi alla Camera nel 34º Congresso. Il Partito collaborò anche con altri gruppi di scontenti tanto che finirà gradualmente con l'assorbirli; conquistò anche tre governatorati.
La prima Convenzione nazionale repubblicana si tenne nella "Musical Fund Hall" di Filadelfia dal 17 al 19 giugno. Essa approvò una piattaforma anti-schiavitù che richiedeva la sovranità del Congresso sui territori degli Stati Uniti d'America medio-occidentali, la fine della pratica della poligamia negli insediamenti della Chiesa di Gesù Cristo dei santi degli ultimi giorni nel territorio dello Utah e infine l'assistenza federale nella costruzione di una ferrovia transcontinentale.
Si fecero i nomi di John C. Frémont, John McLean, William Seward, Salmon Chase e Charles Sumner, ma gli ultimi tre chiesero che i loro nomi venissero ritirati. Il nome di McLean fu inizialmente ritirato dal suo direttore di campagna Rufus Paine Spalding, ma fu poi rimesso per il forte sostegno della delegazione della Pennsylvania, guidata da Thaddeus Stevens.
Frémont fu scelto in maniera assolutamente formale nel corso della votazione; gli fu affiancato William Lewis Dayton, preferito ad Abraham Lincoln.

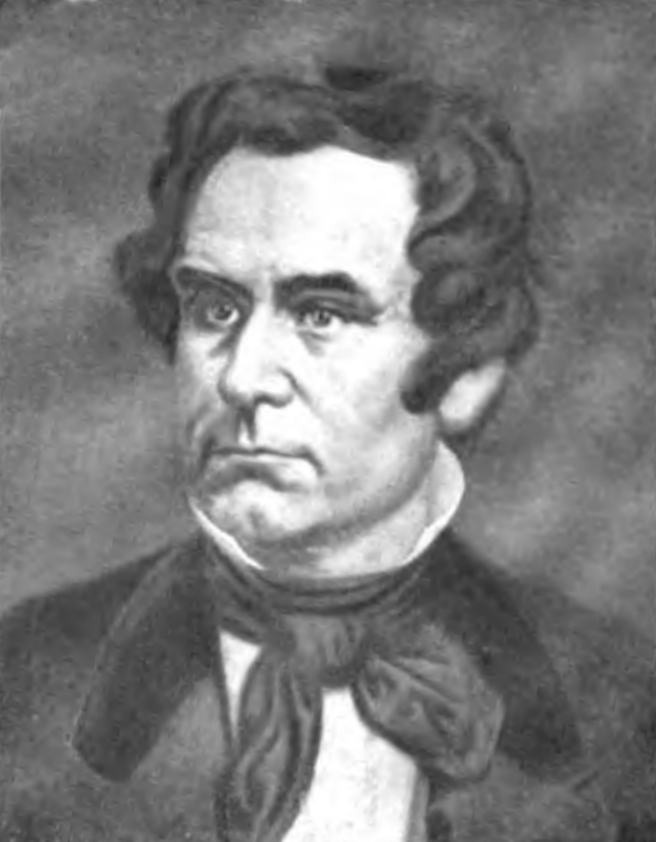
Thomas H. Ford
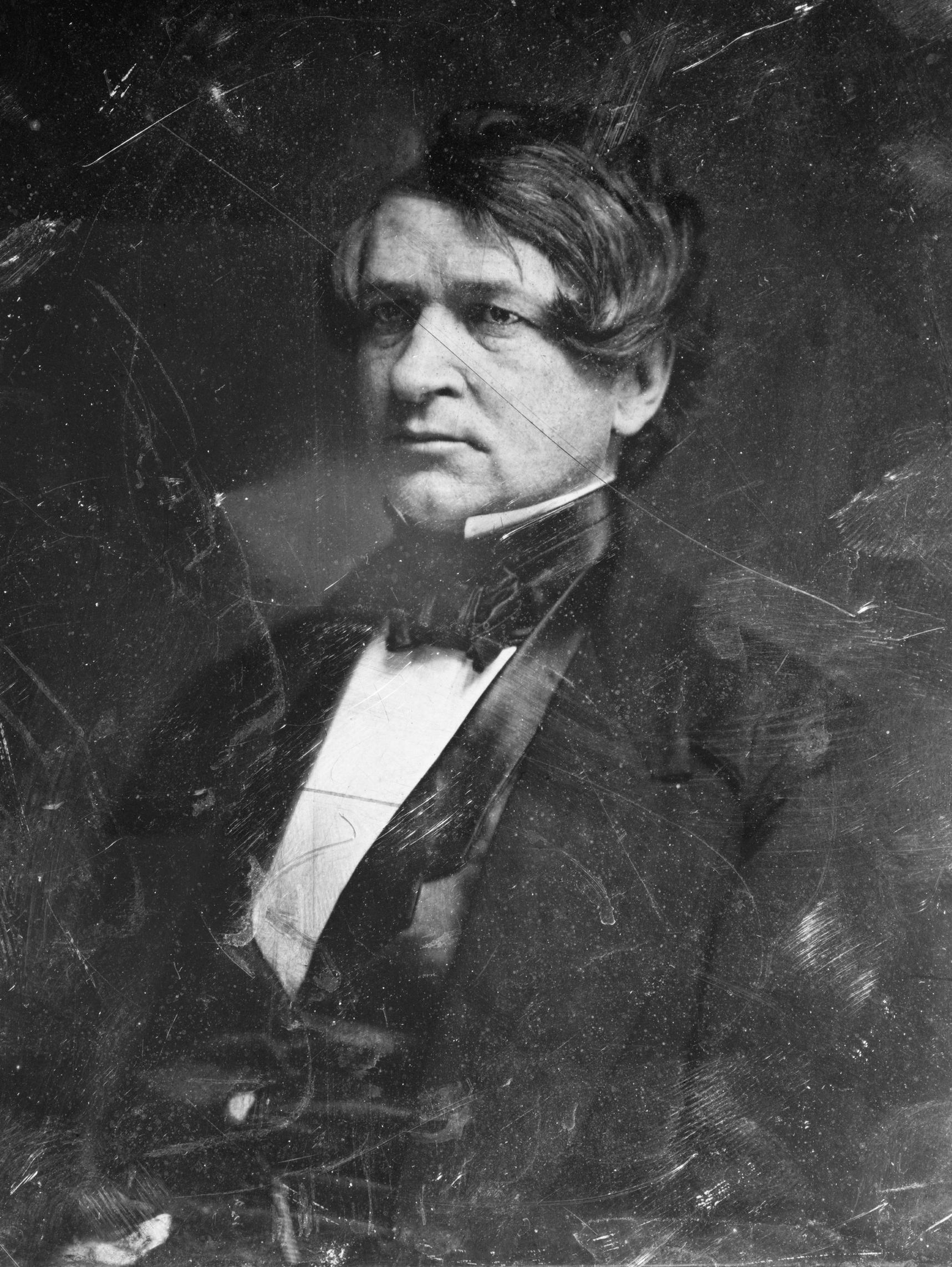
William L. Dayton
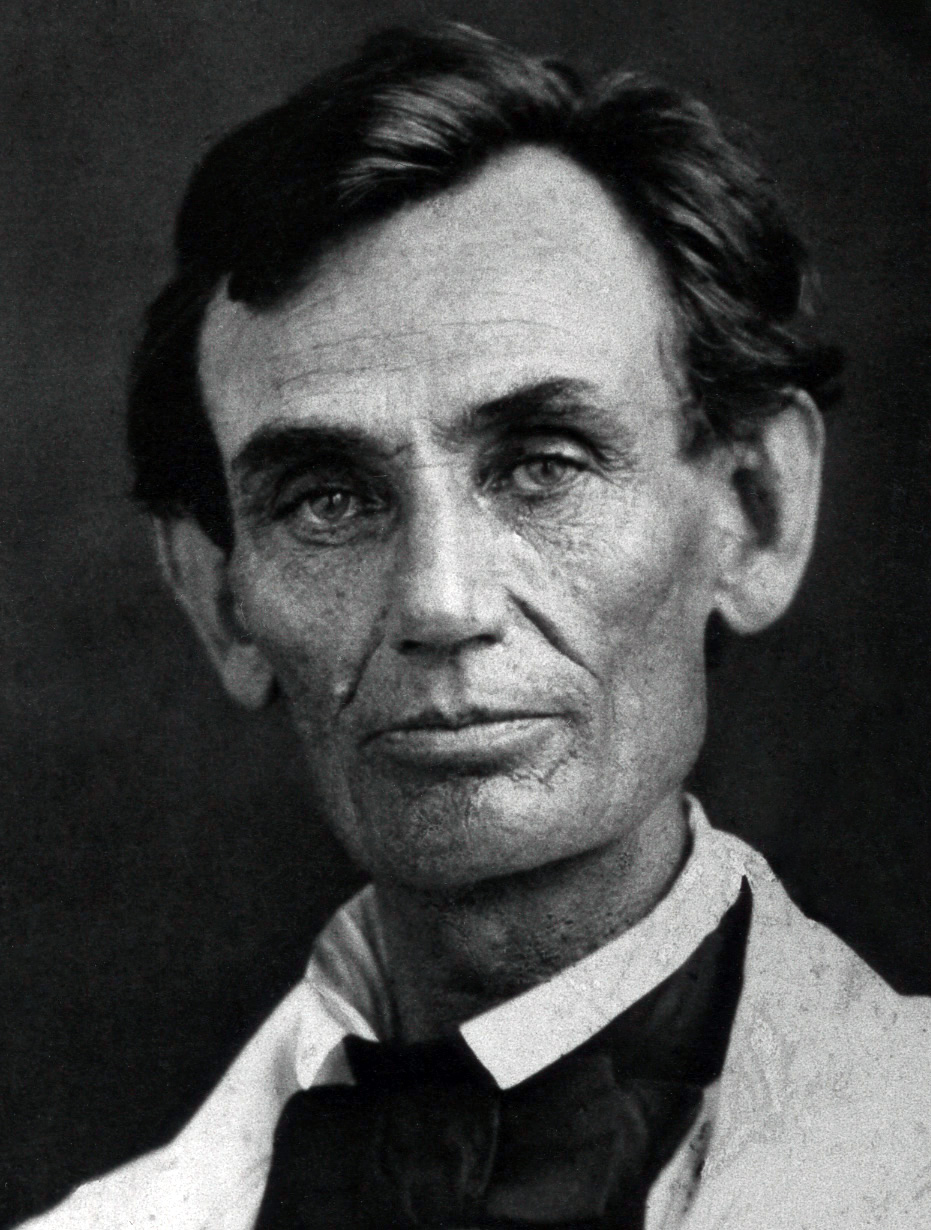
Abraham Lincoln
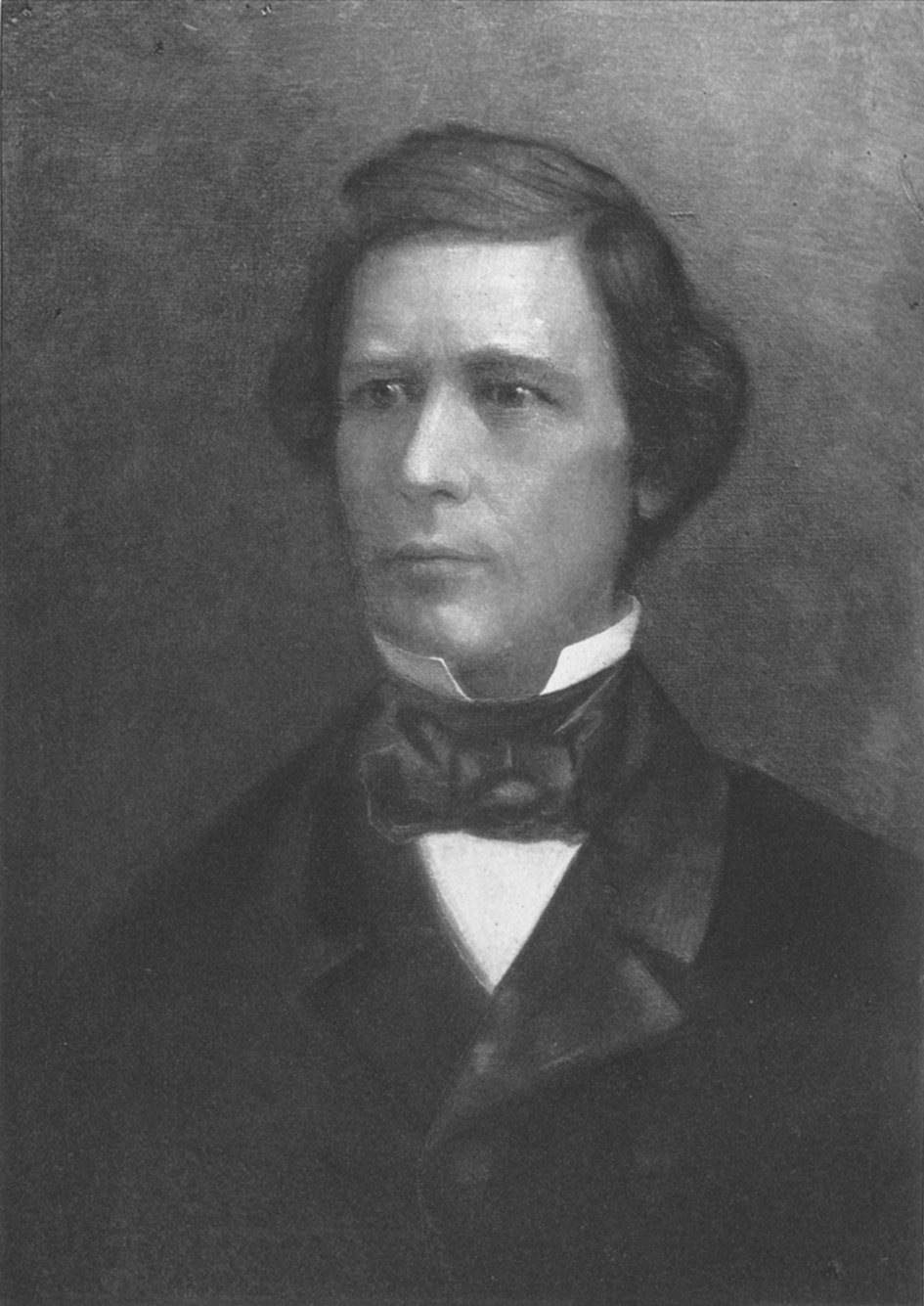
David Wilmot (politico)
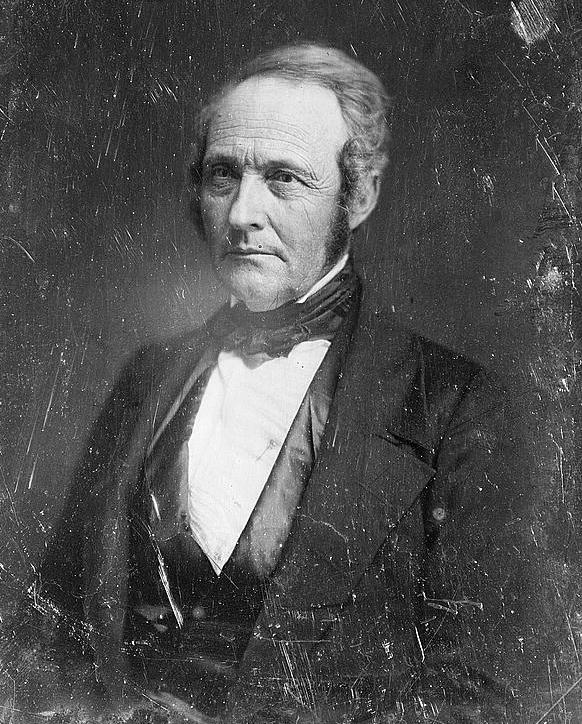
Jacob Collamer
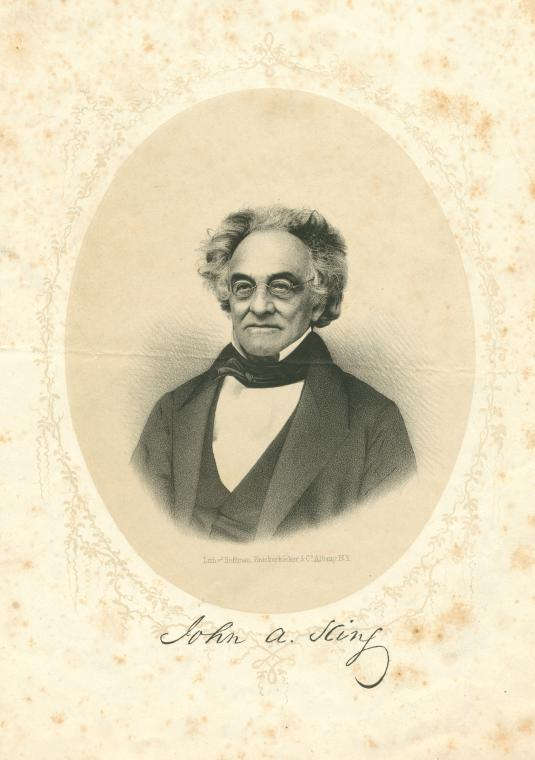
John Alsop King
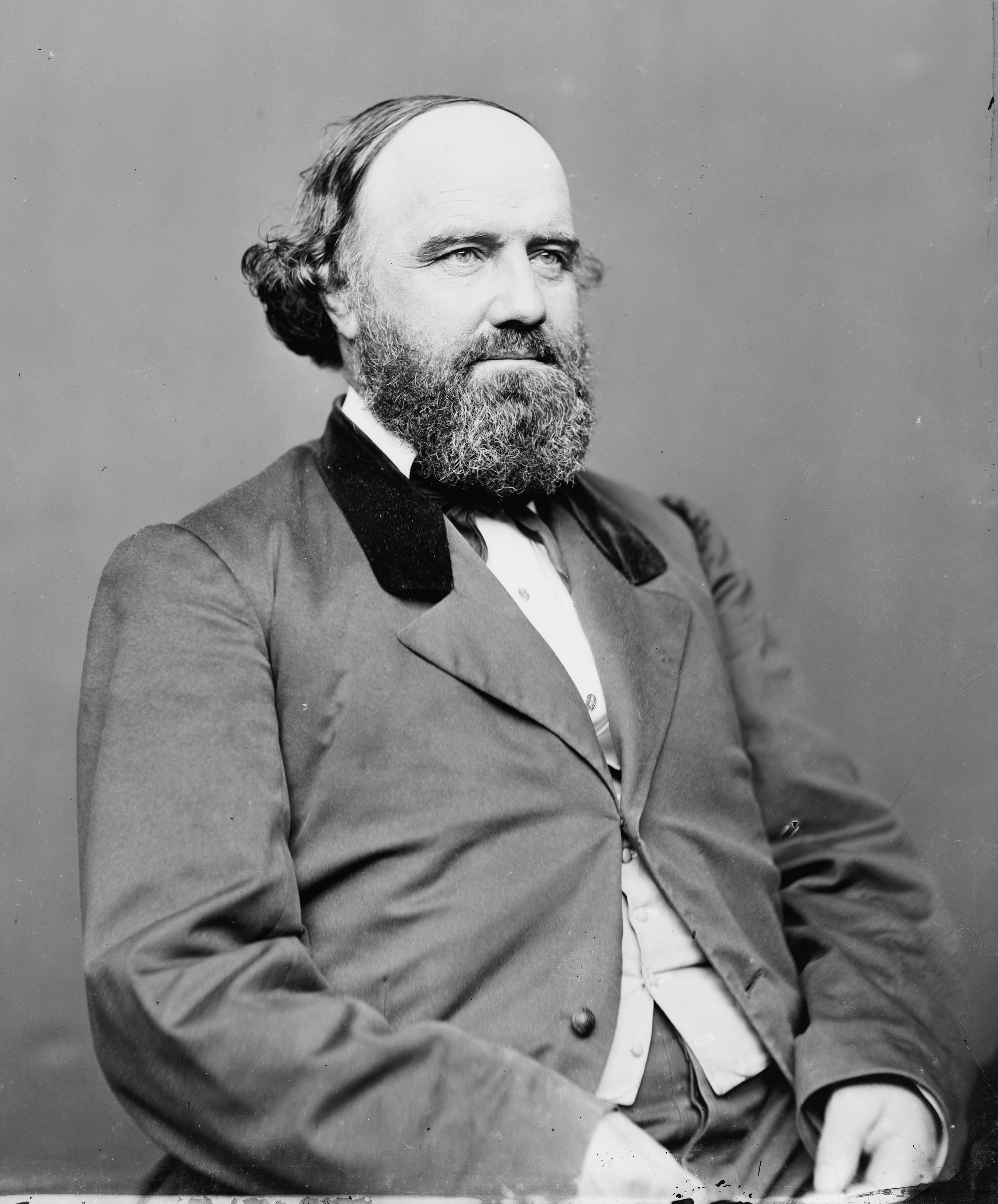
Samuel Clarke Pomeroy
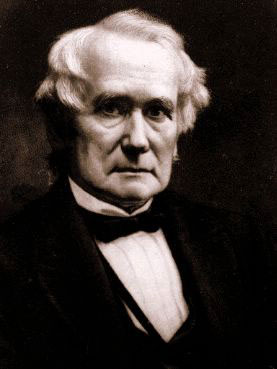
Henry Charles Carey
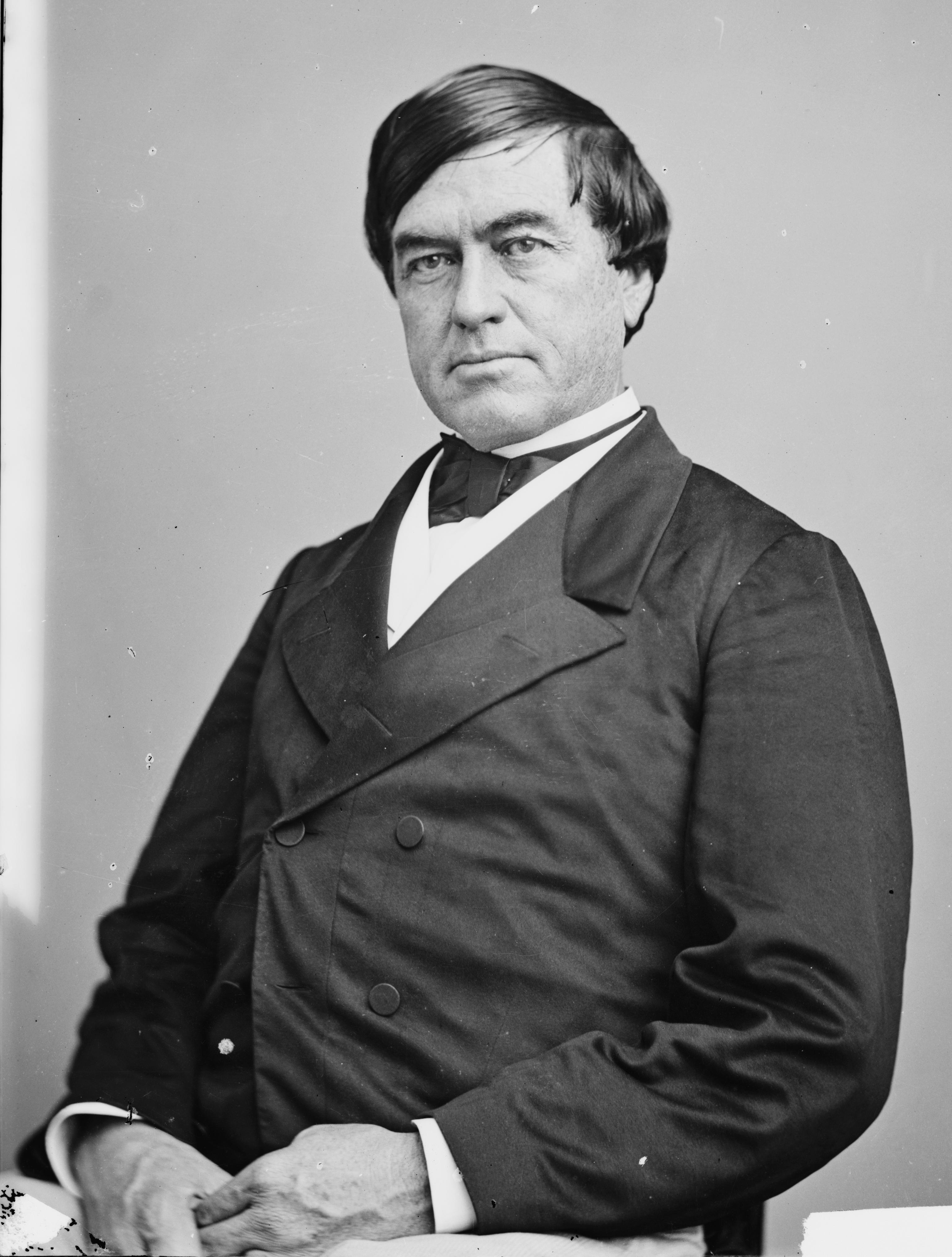
Cassius Marcellus Clay
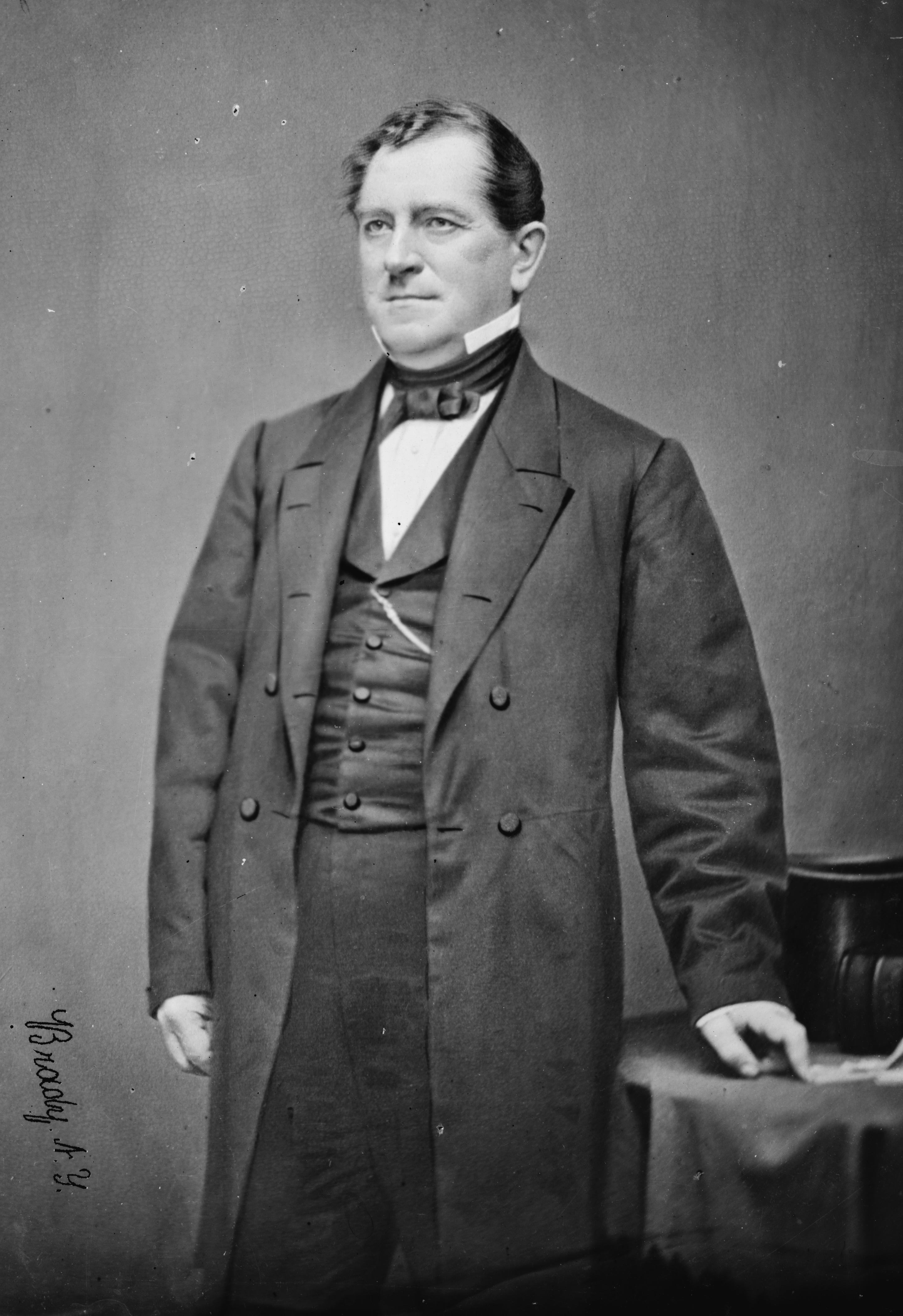
Joshua Reed Giddings
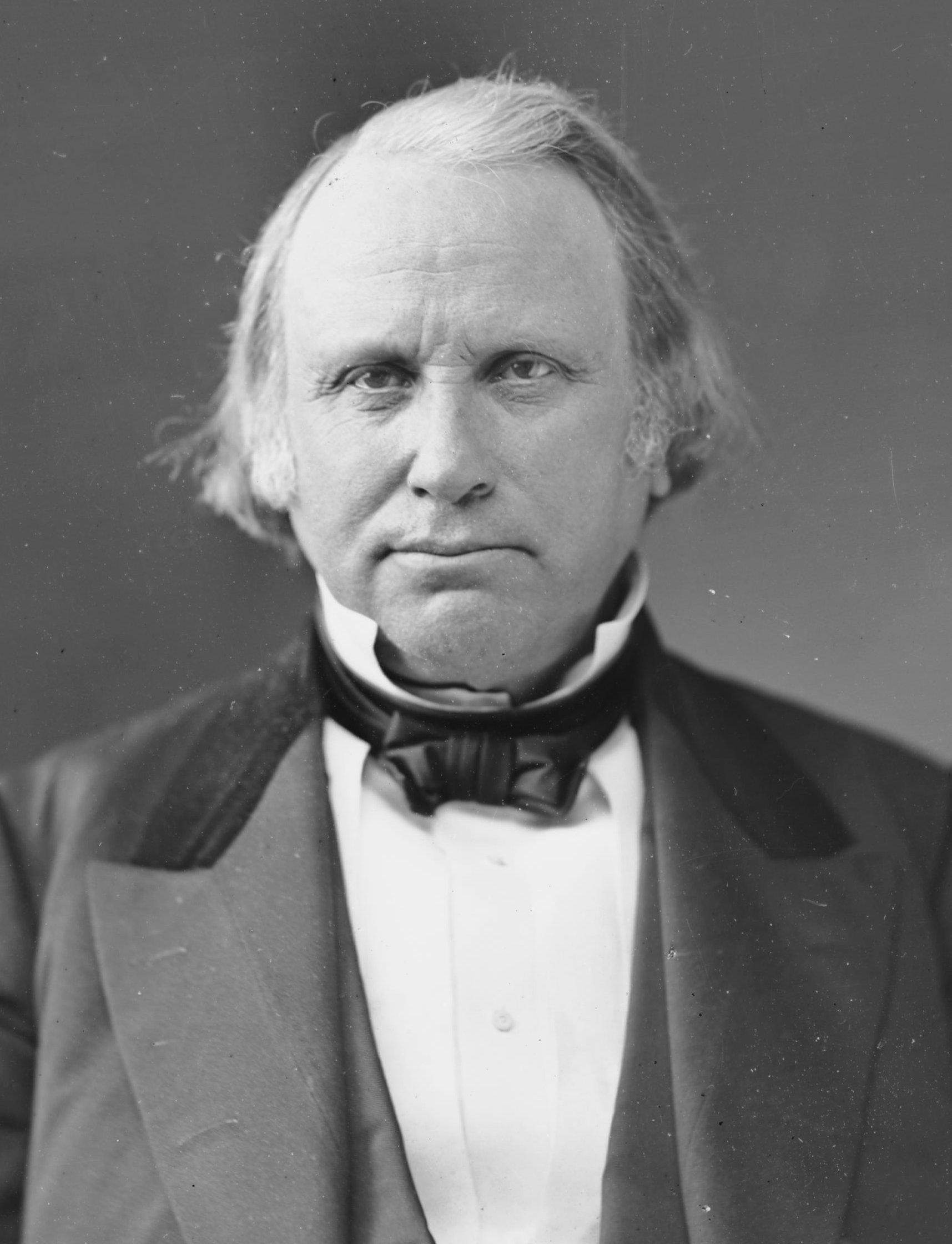
Henry Wilson

| Ballottaggi presidenziali | Informale 1° | Formale 1° | Ballottaggi per la Vicepresidenza | Informale 1° | Formale 1° |
| ------------------------- | ------------ | ---------- | --------------------------------- | ------------ | ---------- |
| John C. Fremont           | 359          | 520        | William L. Dayton                 | 253          | 523        |
| John McLean               | 190          | 37         | Abraham Lincoln                   | 110          | 20         |
| Charles Sumner            | 2            | 0          | Nathaniel P. Banks                | 46           | 6          |
| Nathaniel P. Banks        | 1            | 0          | David Wilmot                      | 43           | 0          |
| William H. Seward         | 1            | 1          | Charles Sumner                    | 35           | 3          |
| Astenuti                  | 14           | 9          | Jacob Collamer                    | 15           | 2          |
|                           |              |            | John A. King                      | 9            | 2          |
|                           |              |            | Samuel C. Pomeroy                 | 8            | 1          |
|                           |              |            | Thomas H. Ford                    | 7            | 5          |
|                           |              |            | Henry C. Carey                    | 3            | 0          |
|                           |              |            | Cassius M. Clay                   | 3            | 1          |
|                           |              |            | Joshua R. Giddings                | 2            | 0          |
|                           |              |            | Whitfield Johnson                 | 2            | 1          |
|                           |              |            | Aaron Pennington                  | 1            | 0          |
|                           |              |            | Henry Wilson                      | 1            | 0          |
|                           |              |            | Astenuti                          | 29           | 13         |

| Candidati del Partito Repubblicano, 1856  |                                           |
| John C. Frémont                           | William L. Dayton                         |
| per Presidente                            | per Vice Presidente                       |
|                                           |                                           |
| Ex senatore per la California (1850–1851) | Ex senatore per il New Jersey (1842–1851) |
| Manifesto elettorale                      |                                           |
|                                           |                                           |

### Know Nothing
Inizialmente i candidati per il Know Nothing furono i seguenti.
- Millard Fillmore, ex presidente degli Stati Uniti, per lo Stato di New York.
- George Law, impresario di battelli a vapore per New York

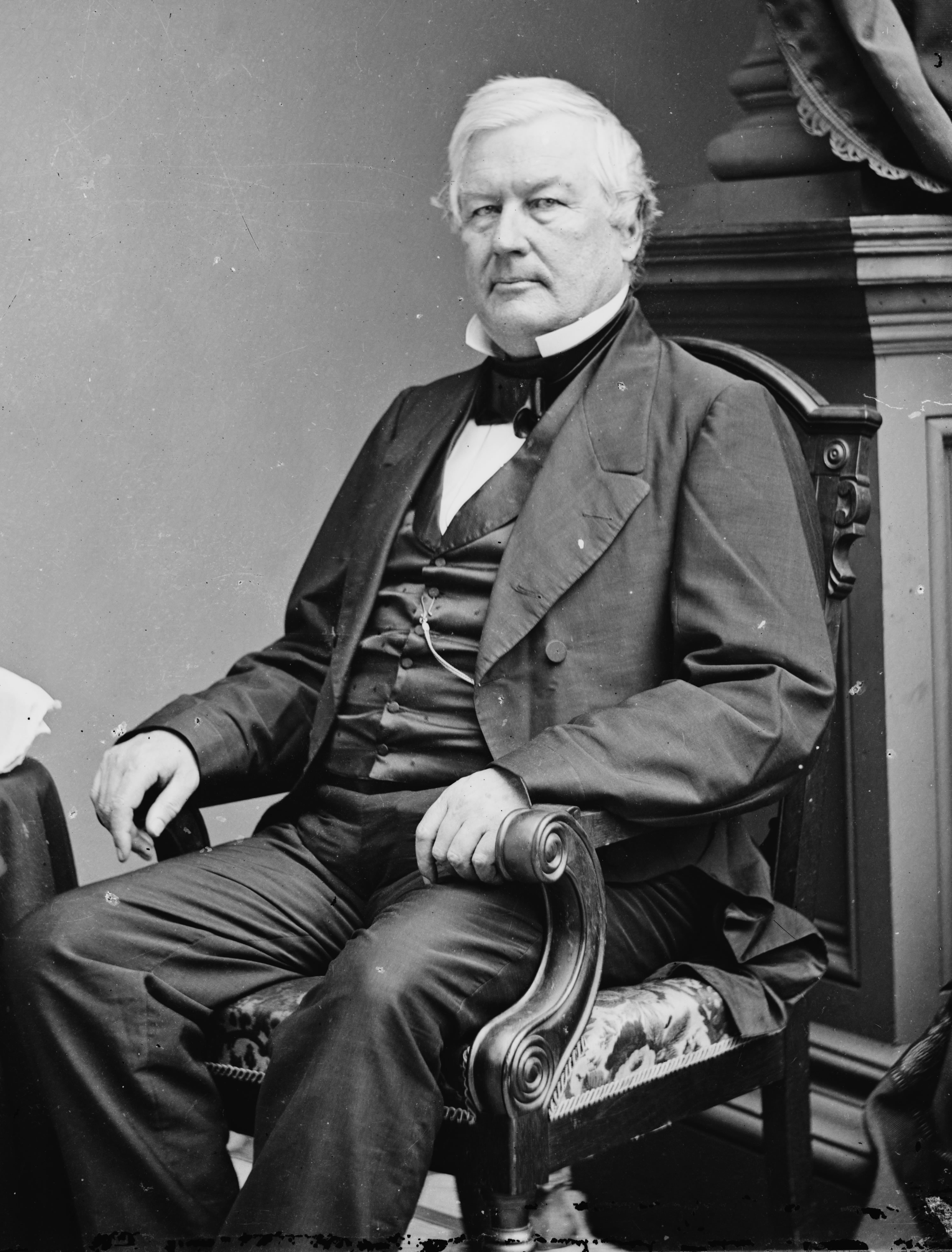
Millard Fillmore

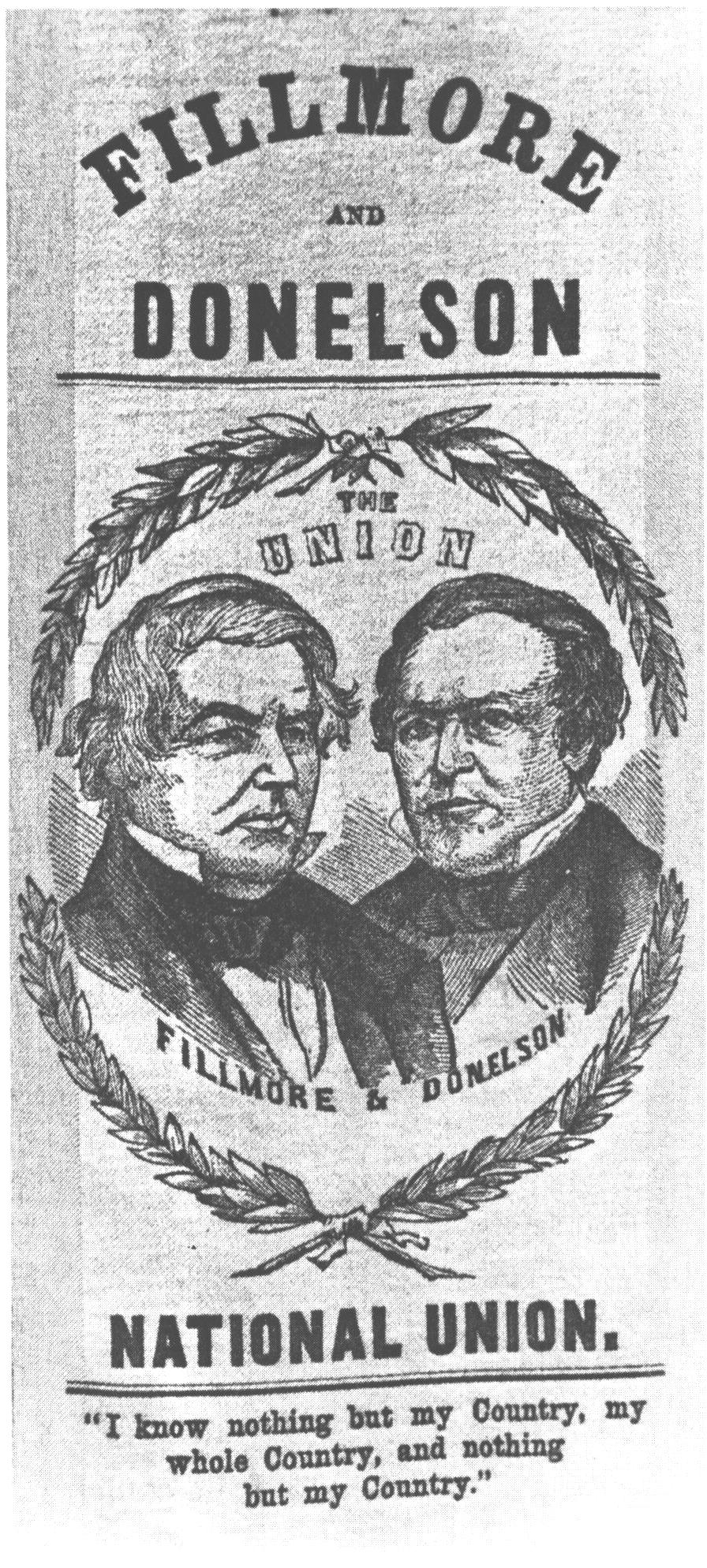
Manifesto elettorale di Fillmore e Donelson.

"The American Party", già "Native American Party", era la macchina organizzativa del movimento Know Nothing. Assorbì nel corso del tempo la maggior parte degli ex appartenenti al Partito Whig che non erano confluiti nei Repubblicani o nei Democratici nel 1854, e già l'anno successivo aveva dimostrato di poter essere il maggior schieramento dell'opposizione.
Nelle 82 competizioni per la Camera dei rappresentanti nel 1854 fu in grado di presentare 76 candidati, di cui 35 risultarono vincitori; invece nessuno dei sei indipendenti o Whig che parteciparono a queste gare vennero eletti. Il Partito poi riuscì ad eleggere Nathaniel Banks come Presidente della Camera dei rappresentanti nel 34º Congresso.
La Convenzione nazionale si tenne alla "National Hall" di Filadelfia dal 22 al 25 febbraio. Dopo la decisione dei leader del partito nel 1855 di non esprimere una posizione sul tema spinoso della schiavitù, la Convention dovette decidere come trattare la sezione dell'Ohio, rappresentanza a forte vocazione abolizionista. Si decise di chiudere la sezione dell'Ohio e riaprirla con una nuova dirigenza, più moderata.
I delegati di Ohio, Pennsylvania, Illinois, Iowa, Nuova Inghilterra e di altri Stati Uniti d'America nord-orientali si ritirarono quando fu respinta una risoluzione che richiedeva ai candidati di dichiarati a favore dell'abolizione della schiavitù a Nord del parallelo 36'30. Ciò contribuì a togliere al partito la maggior parte del sostegno nel Nord al di fuori di New York, dove la fazione conservatrice dei Whig gli rimase fedele.

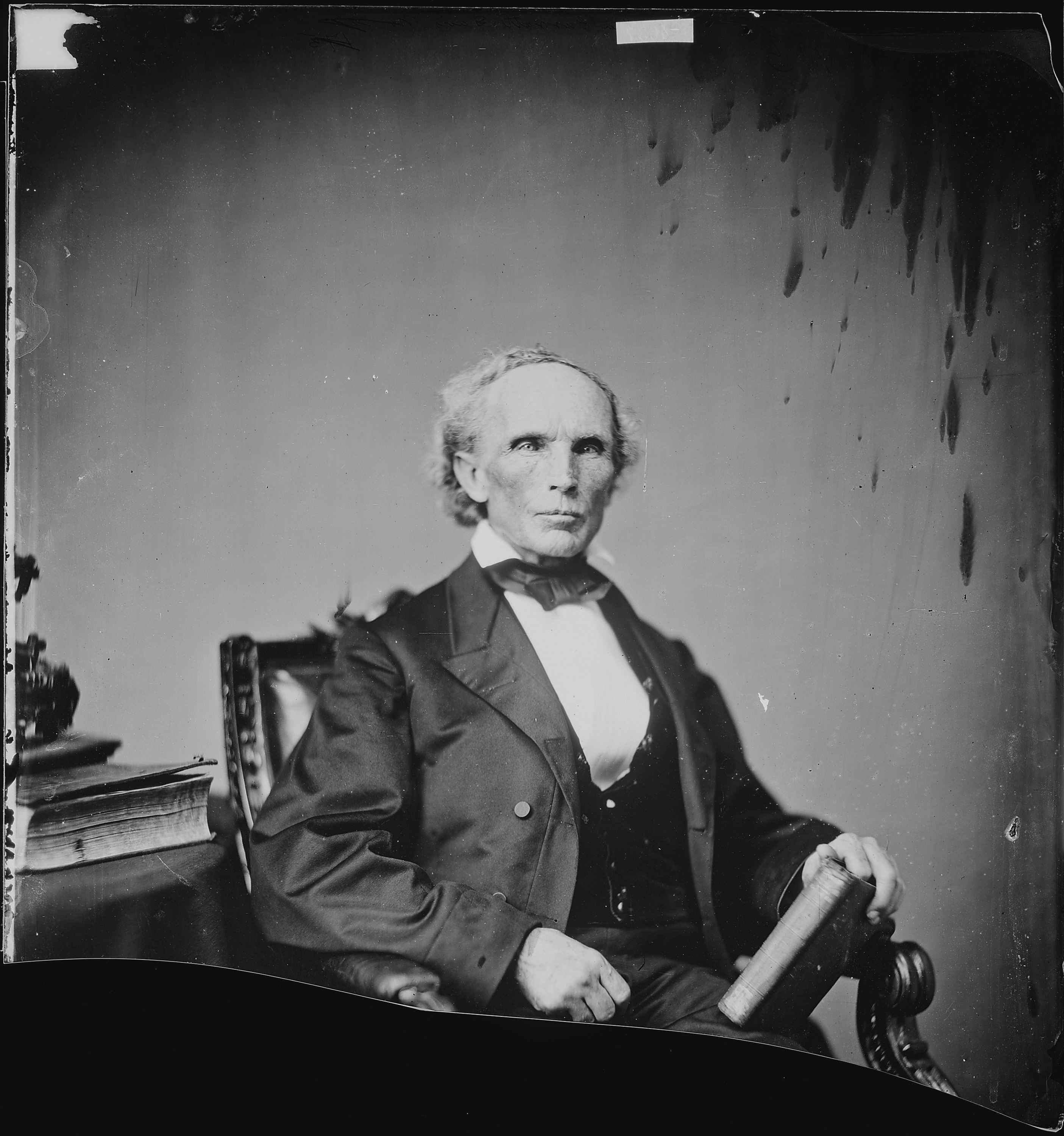
Garrett Davis
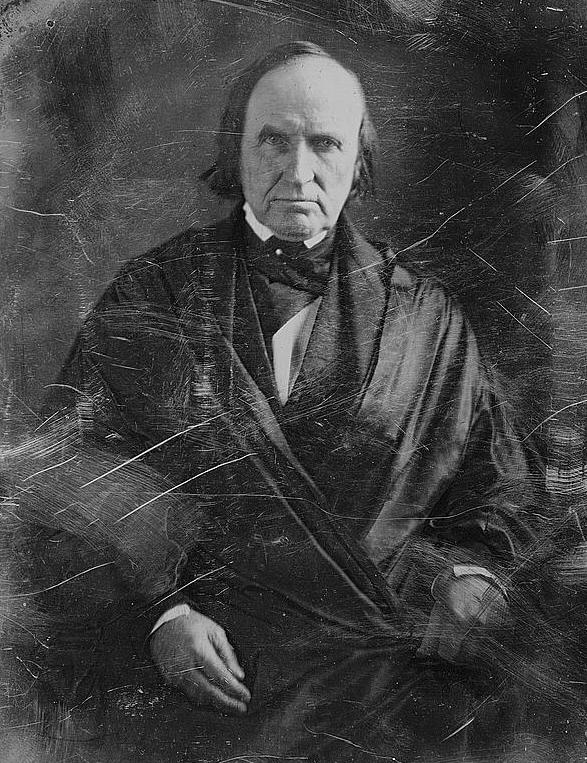
John McLean
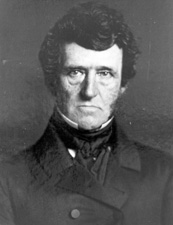
Robert Field Stockton
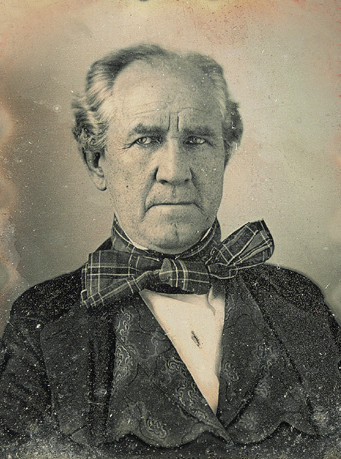
Sam Houston
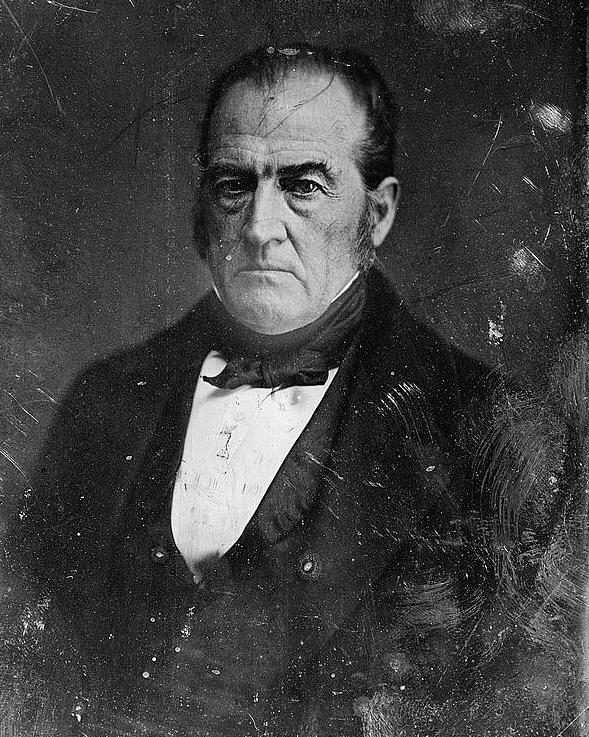
John Bell
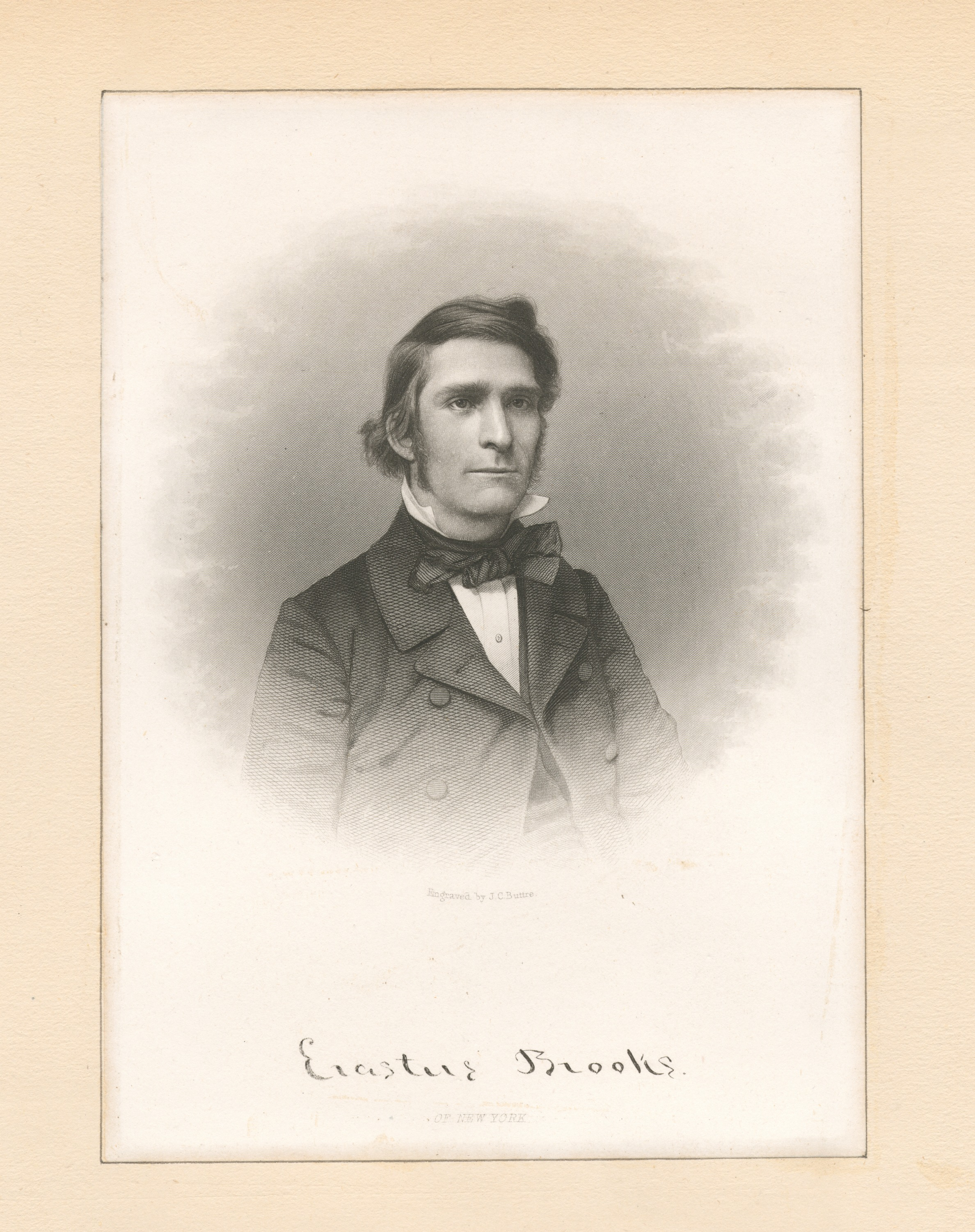
Erastus Brooks
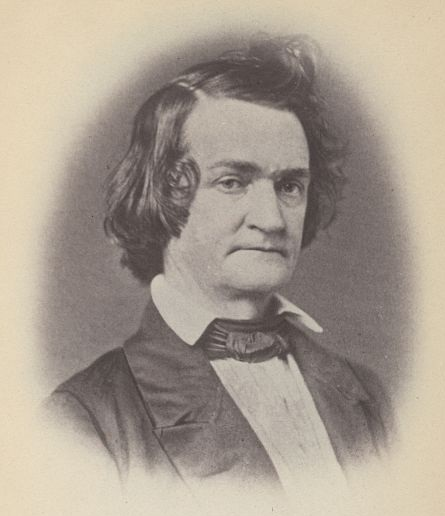
Lewis Davis Campbell
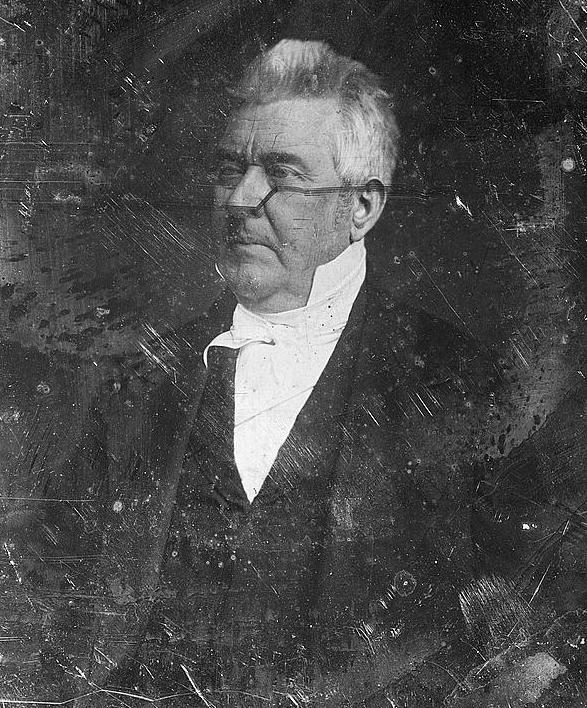
John Middleton Clayton

L'unico nome che riuscì ad ottenere un ampio sostegno da parte della base fu l'ex presidente Millard Fillmore. Lo storico Allan Nevins dice che Fillmore non era un Know Nothing o un Nativista; si trovava addirittura al di fuori dal paese quando gli arrivò la notizia della nomina e non era stato neppure consultato in proposito. Inoltre egli non era né membro del Partito né aveva mai partecipato ad alcuno dei suoi incontri né aveva "parlato o scritto o anche solo indicato la propria approvazione ai suoi principi".
Fillmore risultò scelto con 179 voti favorevoli su 234 espressi; gli venne affiancato Andrew Jackson Donelson del Tennessee con 181 voti, mentre 30 furono sparsi con 24 astensioni.

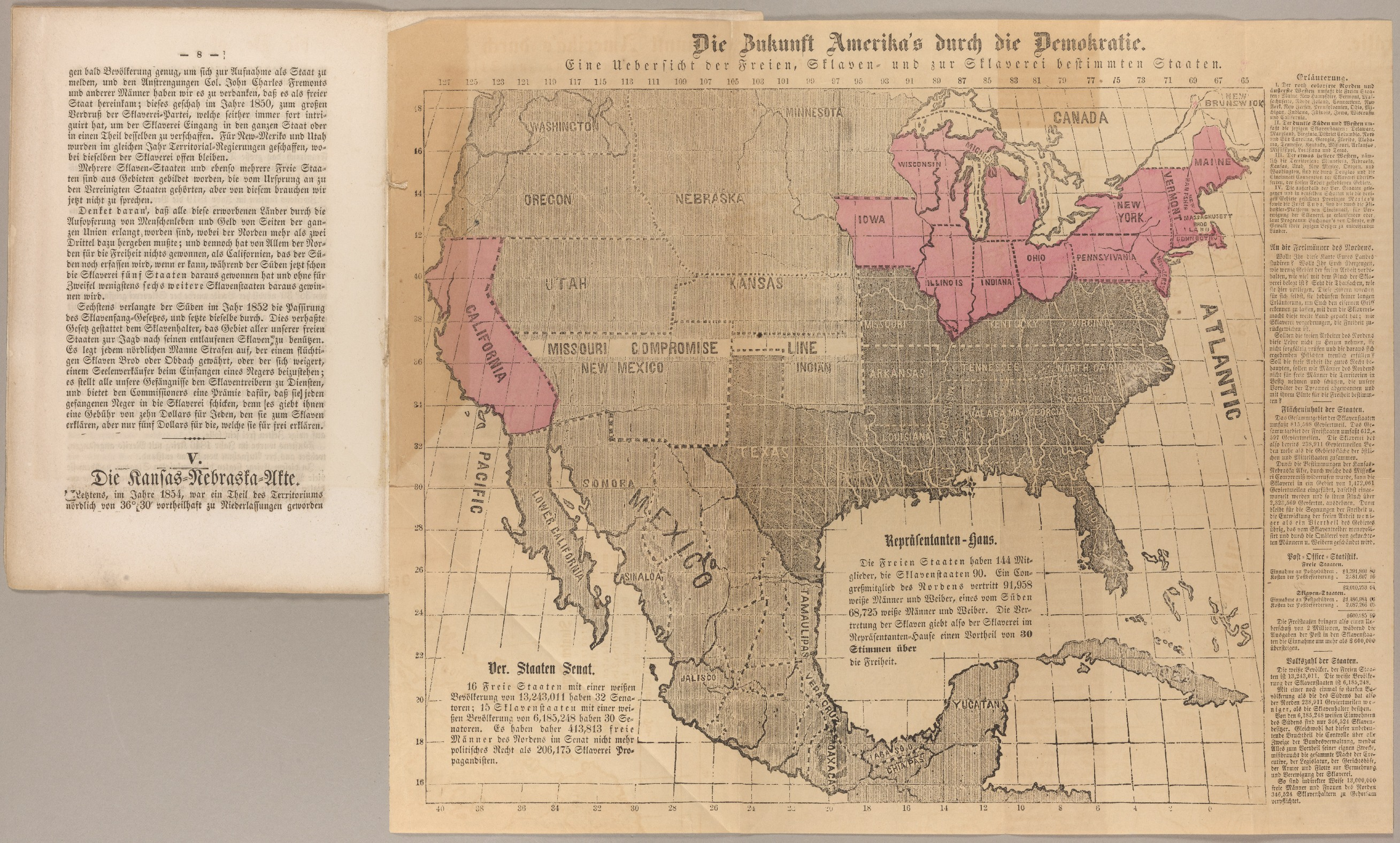
Una mappa anti-schiavitù stampata durante la campagna elettorale presidenziale del 1856 dai sostenitori di John C. Frémont.

| Votazione per la presidenza | Informale 1° | Formale 2° | Votazione per la vicepresidenza |     |
| --------------------------- | ------------ | ---------- | ------------------------------- | --- |
| Millard Fillmore            | 139          | 179        | Andrew J. Donelson              | 181 |
| George Law                  | 27           | 35         | Dispersi                        | 18  |
| Garrett Davis               | 18           | 8          | Henry Joseph Gardiner           | 12  |
| Kenneth Rayner              | 14           | 2          |                                 |     |
| John McLean                 | 13           | 1          |                                 |     |
| Robert Field Stockton       | 8            | 2          |                                 |     |
| Sam Houston                 | 6            | 4          |                                 |     |
| John Bell                   | 5            | 2          |                                 |     |
| Erastus Brooks              | 2            | 1          |                                 |     |
| Lewis Davis Campbell        | 1            | 0          |                                 |     |
| John Middleton Clayton      | 1            | 0          |                                 |     |

| Candidati dell'American Party, 1856                    |                                               |
| Millard Fillmore                                       | Andrew J. Donelson                            |
| per Presidente                                         | per Vice Presidente                           |
|                                                        |                                               |
| 13º Presidente degli Stati Uniti d'America (1850-1853) | ex ambasciatore presso la Prussia (1846-1849) |
|                                                        |                                               |

### North American Party
Gli esponenti nordisti anti-schiavitù dell'"American Party" formarono un proprio gruppo separato dopo la nomina di Fillmore avvenuta a Filadelfia; chiesero che la convenzione nazionale avvenisse a New York poco prima della Convenzione nazionale repubblicana. I leader del Partito sperarono di scegliere un candidato comune con i repubblicani per poter così tentare di sconfiggere Buchanan.
L'incontro si tenne dal 12 al 20 giugno; Frémont risultava essere il favorito ma si temette che una sua nomina avrebbe potuto nuocere alle sue possibilità di diventare il candidato repubblicano.

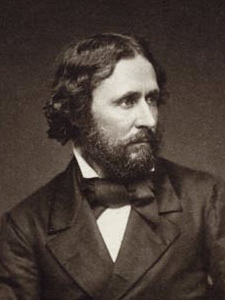
John C. Fremont
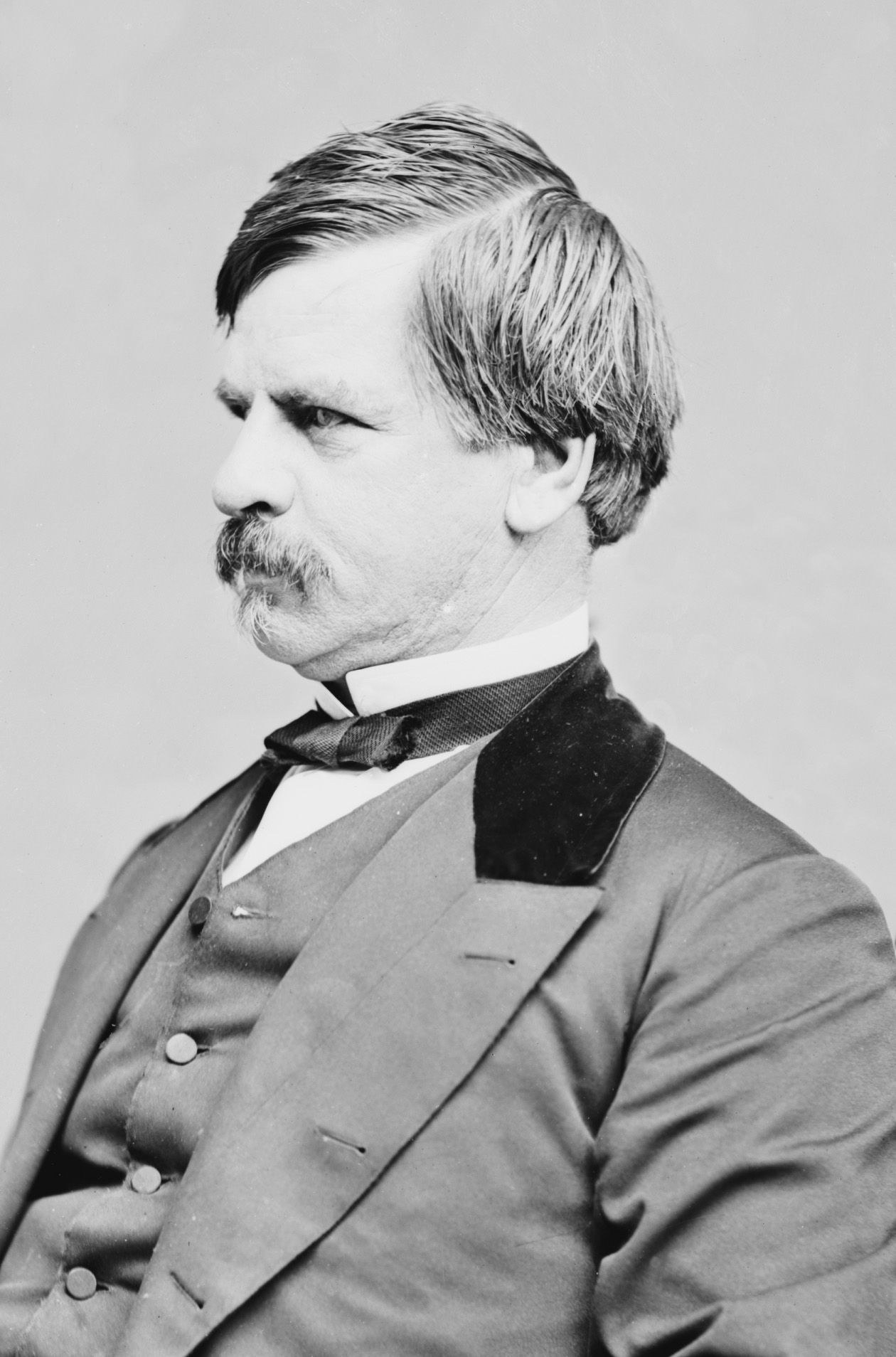
Nathaniel P. Banks (declina l'invito)
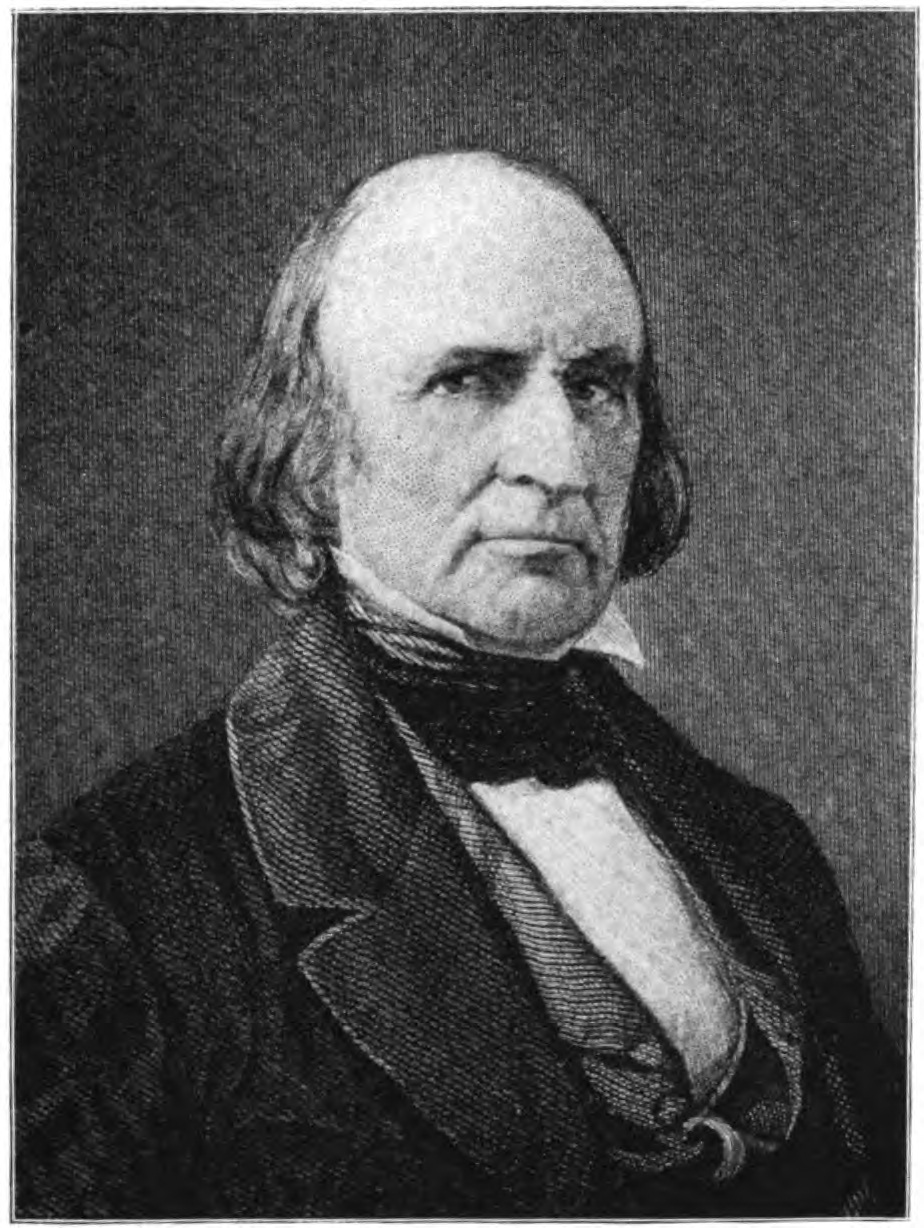
John McLean
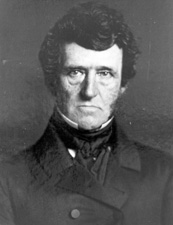
Robert F. Stockton
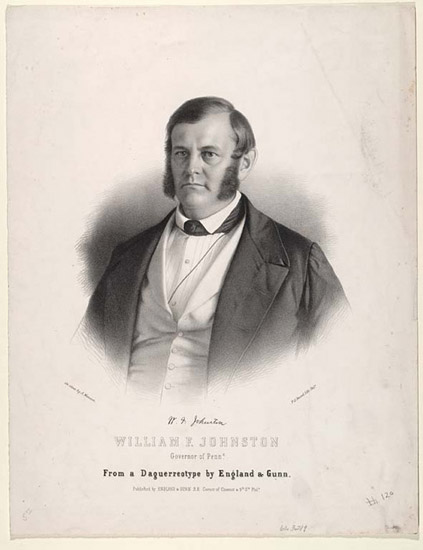
William F. Johnston
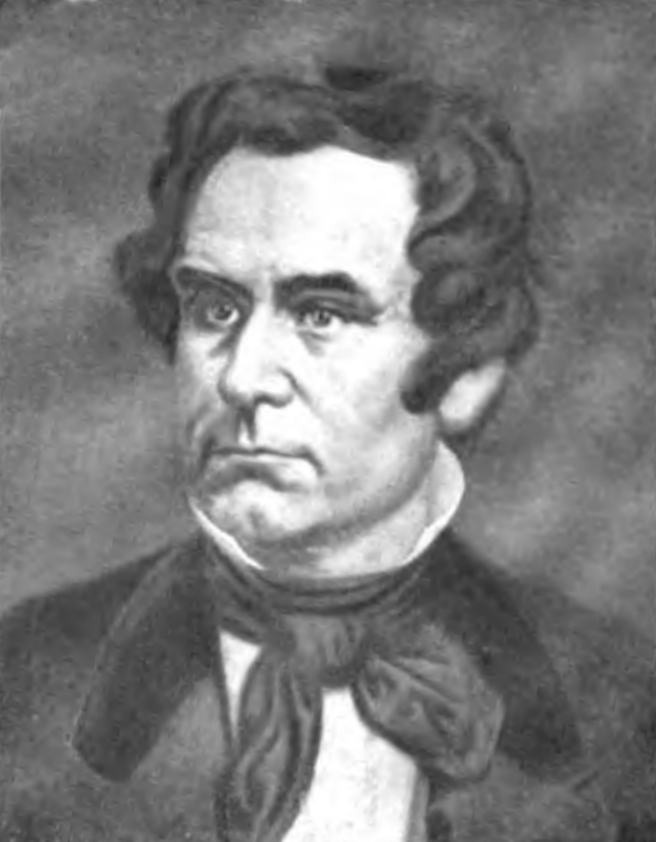
Thomas H. Ford

I delegati votarono ripetutamente su un candidato senza ottenere però alcun risultato apprezzabile. Nathaniel Banks fu nominato in occasione della decima votazione davanti a Frémont e John McLean, con la convinzione che si sarebbe ritirato dalla gara per appoggiare il candidato repubblicano una volta che questi avesse ottenuto la nomina. Tuttavia, avuta l'informazione che nel frattempo Frémont era stato nominato candidato repubblicano, i delegati del North American Party elessero essi stessi all'unanimità Frémont con una undicesima e ultima votazione. Il presidente della convenzione, William F. Johnston, fu nominato per la carica di vicepresidente, ma si ritirò quando i rappresentanti del partito e i Repubblicani non riuscirono a trovare un accordo accettabile tra lui e il candidato repubblicano William Dayton.
| Votazioni per la presidenza | 1  | 2  | 3  | 4  | 5  | 6  | 7  | 8  | 9  | 10 | 11 | Votazione per la vicepresidenza |    |
| --------------------------- | -- | -- | -- | -- | -- | -- | -- | -- | -- | -- | -- | ------------------------------- | -- |
| Nathaniel Banks             | 43 | 48 | 46 | 47 | 46 | 45 | 51 | 50 | 50 | 53 | 0  | William F. Johnston             | 59 |
| John C. Fremont             | 34 | 36 | 37 | 37 | 31 | 29 | 29 | 27 | 28 | 18 | 92 | Thomas H. Ford                  | 16 |
| John McLean                 | 19 | 10 | 2  | 29 | 33 | 40 | 41 | 40 | 30 | 24 | 0  | John C. Fremont                 | 12 |
| Robert F. Stockton          | 14 | 20 | 18 | 0  | 0  | 0  | 0  | 0  | 0  | 0  | 0  | Voti dispersi                   | 21 |
| William F. Johnston         | 6  | 1  | 15 | 0  | 0  | 0  | 0  | 0  | 0  | 0  | 0  |                                 |    |
| Voti dispersi               | 5  | 0  | 0  | 0  | 1  | 2  | 0  | 0  | 0  | 0  | 0  |                                 |    |

### North American Seceders Party
Un altro gruppo di delegati del North American Party si ritirò dalla Convenzione e si incontrò separatamente. Si opposero al tentativo di alleanza con i Repubblicani; tennero la propria Convenzione nazionale il 16 e 17 giugno. In 19 scelsero all'unanimità Robert F. Stockton per la carica presidenziale e gli affiancarono Kenneth Rayner. I due candidati si ritirarono più tardi, con Stockton che appoggiò Fillmore.

### Partito Whig
Il Partito Whig aveva iniziato a rivelare forti perdite elettorali già a partire dalle elezioni presidenziali del 1852. Metà dei suoi leader nel Sud si aggregarono di fatto ai Democratici sudisti; mentre nel Nord si estinse dopo che la maggior parte dei suoi membri anti-schiavisti confluirono nei Repubblicani. Quest'ultima corrente rimase piuttosto viva negli Stati di New York e della Pennsylvania.
La quinta (e ultima) Convenzione Nazionale dei Whig si tenne nella "Hall of the Maryland Institute" a Baltimora il 17 e il 18 settembre. Si presentarono centocinquanta delegati inviati da ventisei stati. Anche se i leader volevano mantenere vivo il Partito, esso fu irrimediabilmente condannato una volta che questi decisero all'unanimità di appoggiare i candidati dell'American Party, Fillmore e Donelson.

### Liberty Party
Nel 1856 rimaneva oramai ben poco del "Liberty Party". La maggior parte dei suoi membri era entrata nel Free Soil Party nel 1848 e quasi tutto il resto confluì nei Repubblicani nel 1854. Ciò che rimase nominò Gerrit Smith, già candidato per il "National Liberty Party" alle elezioni presidenziali del 1848.

## Appuntamento elettorale
(Raimondo Luraghi, "Storia della guerra civile americana" BUR 1994, Vol. I, pag. 121)

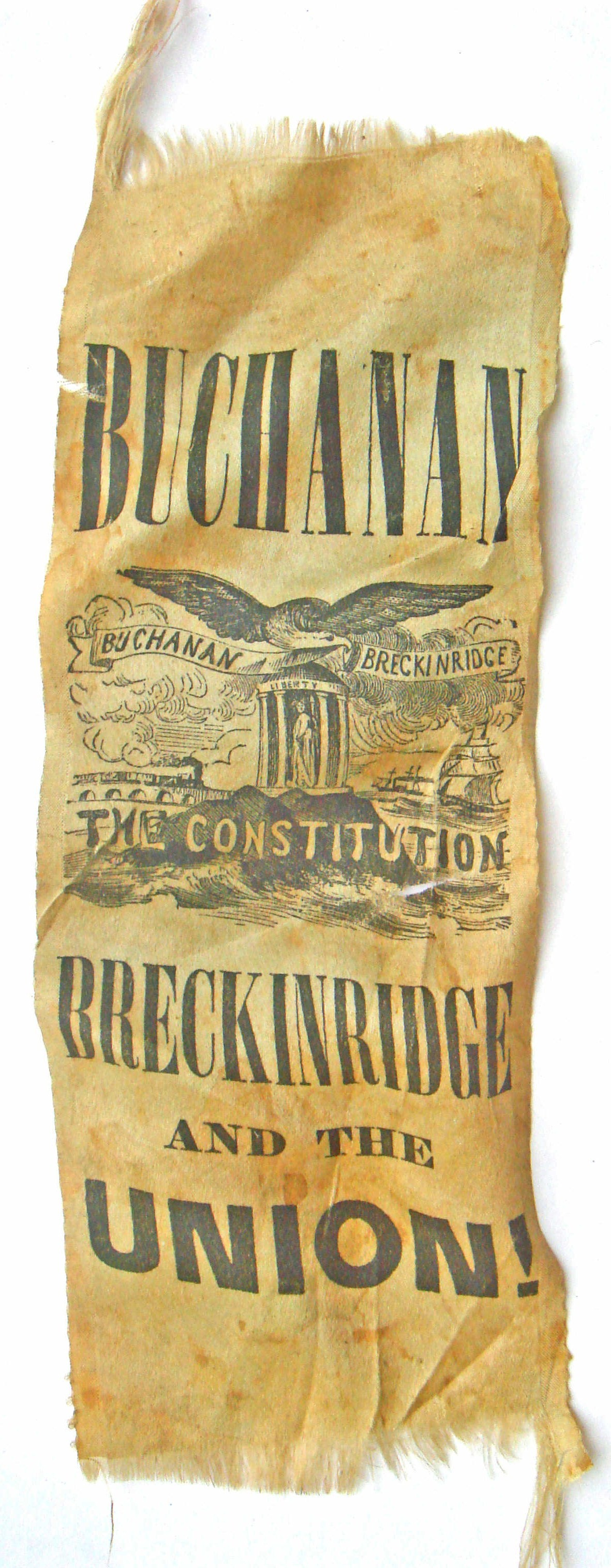
Volantino o "nastro" elettorale democratico.

Nessuno dei tre candidati fece una campagna elettorale pubblica. I Repubblicani si schierarono contro l'estensione della schiavitù nei territori dell'Ovest: lo slogan fu "Libertà di parola, libertà di stampa, terreno libero, uomini liberi, Frémont e vittoria!" (Free speech, free press, Free Soil Party, free men, Frémont and victory!) La loro fu una crociata contro il potere schiavista, avvertendo il pubblico che questo stava distruggendo i valori fondati sul repubblicanesimo. I Democratici dal canto loro denunziarono che una vittoria degli avversari avrebbe condotto ad una sicura guerra civile. Il programma politico repubblicano si opponeva all'abolizione del compromesso del Missouri operata implicitamente dalla legge detta Kansas-Nebraska Act, che adottava il principio della sovranità popolare, consentendo ai coloni di decidere l'entrata di un nuovo Stato nell'Unione come libero o schiavista anche nella zona geografica stabilita come non schiavista dal "compromesso del Missouri"; accusarono la presidenza di Franklin Pierce di aver consentito la formazione di un governo illegale nel territorio del Kansas, generando così la serie di violenze nota come Bleeding Kansas. Sostenevano l'accesso immediato del Kansas come Stato libero.
Oltre a rifiutare l'estensione della schiavitù nei territori continentali, il partito si opponeva anche al manifesto di Ostenda, che Buchanan aveva contribuito a scrivere mentre ancora era in servizio come ambasciatore presso il Regno Unito; esso sosteneva l'annessione della capitaneria generale di Cuba a spese dell'impero spagnolo. In sintesi, la campagna elettorale del partito ruotò intorno al rifiuto del sistema schiavista, che sentivano come propenso a distruggere i valori repubblicani attorno ai quali l'Unione era stata fondata.

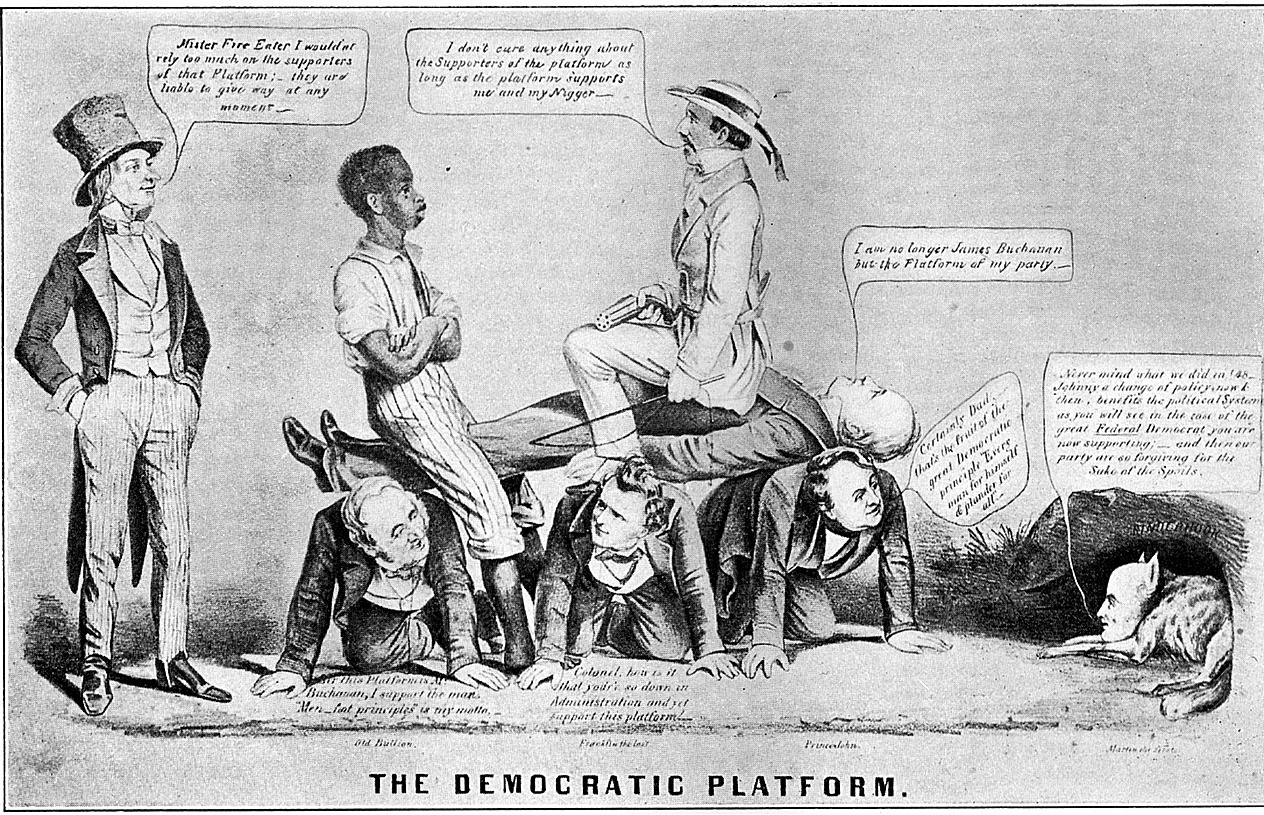
Caricatura del programma politico democratico con James Buchanan come una panca su cui poggiano uno schiavista e il suo schiavo; il primo dice che tutto va bene "finché la piattaforma sopporta me e il mio negro". Il fratello Johnathan osserva da sinistra; i Democratici di maggior spicco stanno sotto a sostenere il proprio candidato.

La piattaforma programmatica dei Democratici per contro sostenne la legge Kansas-Nebraska e il principio di sovranità popolare. Il Partito appoggiava il parlamento territoriale pro-schiavitù eletto nel territorio del Kansas, si opponeva alle fazioni abolizioniste nel neonato Stato e condannava la Costituzione di Topeka come un documento illegale scritto durante una convenzione illegale. Appoggiavano anche il piano di annessione dell'intera isola di Cuba. L'aspetto più influente della campagna di Buchanan fu quello di mettere in guardia gli elettori che una vittoria repubblicana avrebbe inevitabilmente portato alla secessione di numerosi stati del profondo Sud.
Poiché Fillmore venne considerato da molti incapaci di assicurarsi da solo la presidenza, gli ex Whig furono invitati esplicitamente a sostenere Buchanan. I Democratici avevano anche chiesto ai "nativisti" anti-immigrazione di fare fronte comune contro lo spettro di una spaccatura per zone geografiche; questo anche se in passato avevano attaccato le loro opinioni politiche. L'ex presidente e i suoi invece insistevano sull'idea che in verità proprio l'"American (Know Nothing) Party" fosse l'unica autentica formazione nazionale, poiché i Democratici erano a favore del Sud e i Repubblicani a favore del Nord e totalmente abolizionisti.
Un piccolo scandalo scoppiò quando i sostenitori di Fillmore, cercando di riportare il dialogo nazionale in direzione del nativismo, cominciarono a far circolare la voce che Frémont fosse in realtà un affiliato alla Chiesa cattolica romana. I Democratici amplificarono con gioia la voce e i Repubblicani si ritrovarono totalmente incapaci di reagire in modo efficace perché, pur essendo le affermazioni false, qualsiasi severa smentita avrebbe potuto bloccare i loro sforzi per ottenere i voti dei cattolici tedeschi americani. I tentativi di confutazione furono quindi lasciati agli amici e ai colleghi, ma la questione persistette per tutta la campagna e potrebbe aver costato a Frémont il sostegno di numerosi membri dell'"American Party".
La campagna ebbe una natura radicalmente diversa negli stati liberi e negli stati schiavisti; nei primi vi fu difatti una gara a tre, che Frémont riuscì a vincere con il 45,2% contro 41,5% per Buchanan e il 13,3% per Fillmore; egli ricevette 114 voti elettorali contro i 62 per Buchanan. Negli stati schiavisti tuttavia la competizione fu a tutti gli effetti solo tra Buchanan e Fillmore; il primo ottenne il 56,1% contro il 43,8% per Fillmore e lo 0,1% per Frémont, ricevendo 112 voti elettorali contro gli 8 per Fillmore.
In tutto il Paese Buchanan conquistò 174 voti elettorali, la maggioranza richiesta era 149 e quindi venne eletto. Frémont non raccolse alcun voto in dieci dei quattordici Stati schiavisti con voto popolare; ne ottenne appena 306 nel Delaware, 285 in Maryland, 283 in Virginia e 314 nel Kentucky.
Delle 1.713 contee contese Buchanan vinse in 1.083 (il 63,22%), Frémont in 366 (il 21,37%) e Fillmore in 263 (il 15,35%). Un'unica contea (lo 0,06%) nella Georgia vide un pareggio tra Buchanan e Fillmore.
Questa sarebbe stata l'ultima elezione in cui il Know Nothing partecipò a una campagna presidenziale, in quanto subito dopo cominciò a frammentarsi irreversibilmente. Dopo la controversa sentenza Dred Scott contro Sandford pronunciata nel 1857, la maggior parte dei membri anti-schiavitù del Partito confluì nei Repubblicani. L'ala pro-schiavista dell'"American Party" rimase invece forte a livello locale e statale in alcune regioni del Sud, ma già a partire dalle elezioni presidenziali del 1860 non erano più un movimento forte a livello nazionale; la maggior parte dei loro membri rimanenti aderiraono o sostennero apertamente il "Constitutional Union Party".
Questa fu anche l'ultima elezione in cui i Democratici conquistarono la Pennsylvania fino alle elezioni presidenziali del 1936, l'ultima in cui ottennero l'Illinois fino alle elezioni del 1892; l'ultima in cui vinsero in California fino alle elezioni del 1880 e in Indiana e nella Virginia fino alle elezioni del 1876, infine l'ultima in cui prevalsero nel Tennessee fino alle elezioni del 1872. Questa tornata elettorale avviò anche la lunga serie di vittorie repubblicane nel Vermont, che si sarebbe interrotta solo alle elezioni del 1964, più di un secolo dopo.

### Risultati
| Candidato            | Partito                       | Voti      | % voti | Grandi Elettori | Candidato vicepresidenziale |
| -------------------- | ----------------------------- | --------- | ------ | --------------- | --------------------------- |
| James Buchanan       | Partito Democratico           | 1.836.072 | 45,28% | 174             | John C. Breckinridge        |
| John Charles Frémont | Partito Repubblicano          | 1.342.345 | 33,11% | 114             | William Lewis Dayton        |
| Millard Fillmore     | American Party (Know Nothing) | 873.053   | 21,53% | 8               | Andrew Jackson Donelson     |
| Altri                |                               | 3.177     | 0,08%  | 0               |                             |
| Totale               |                               | 4.054.647 | 100,0% | 296             |                             |

Fonti: voto popolare; voto elettorale
|          |          |  |       |       |
| -------- | -------- |  | ----- | ----- |
| Buchanan | Buchanan |  | 45,28 | 45,28 |
| Frémont  | Frémont  |  | 33,11 | 33,11 |
| Fillmore | Fillmore |  | 21,53 | 21,53 |
| Altri    | Altri    |  | 0,08  | 0,08  |

|          |          |  |       |       |
| -------- | -------- |  | ----- | ----- |
| Buchanan | Buchanan |  | 58,78 | 58,78 |
| Frémont  | Frémont  |  | 38,51 | 38,51 |
| Fillmore | Fillmore |  | 2,70  | 2,70  |

### Geografia dei risultati

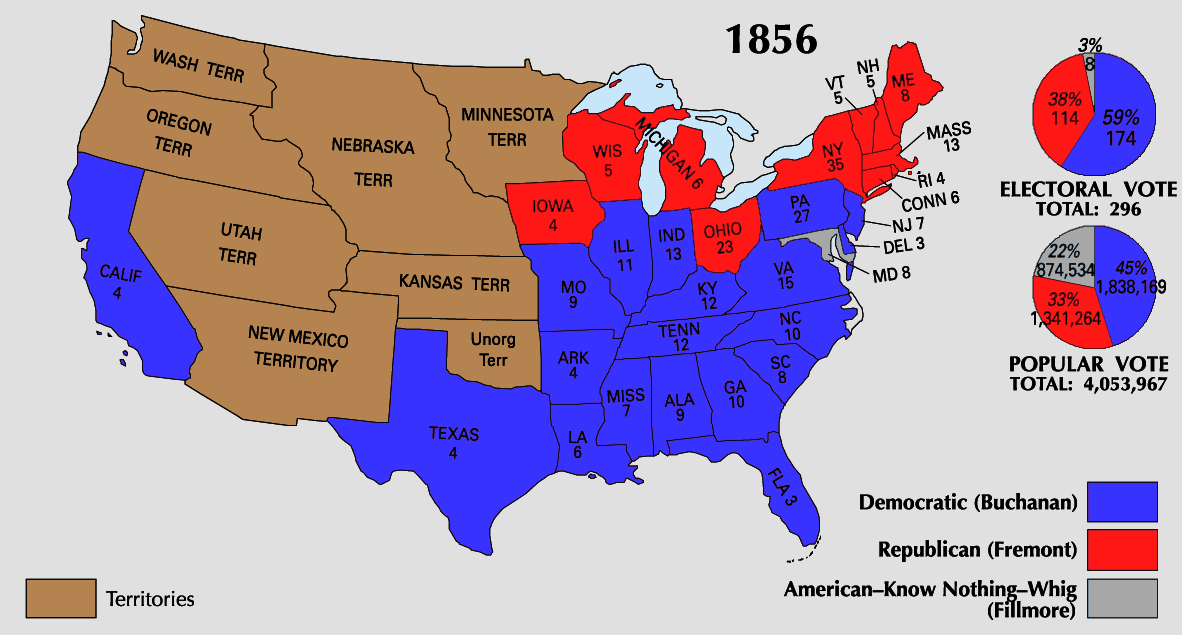
Voti alle elezioni presidenziali per Stato.

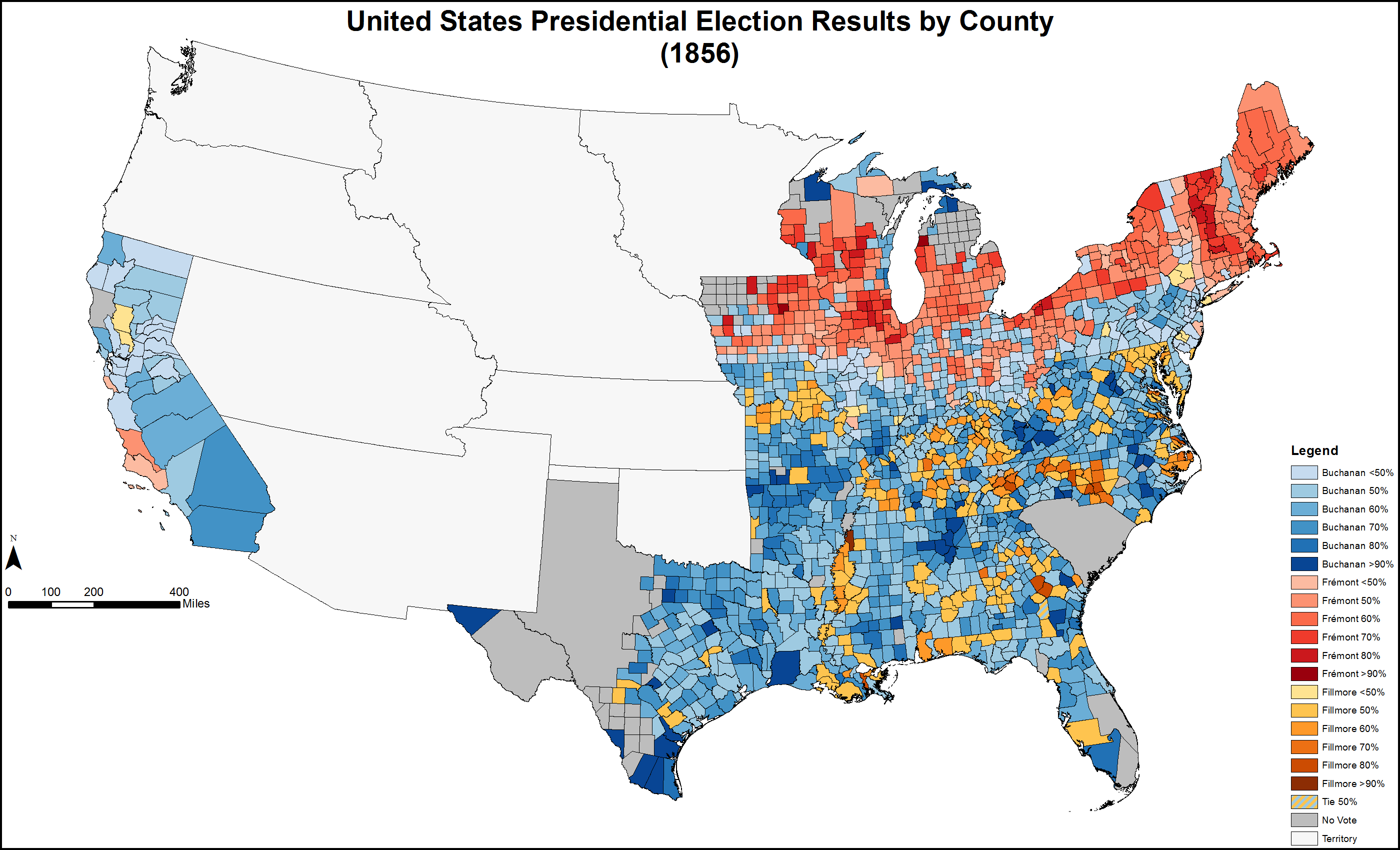
Mappa dei risultati per contea
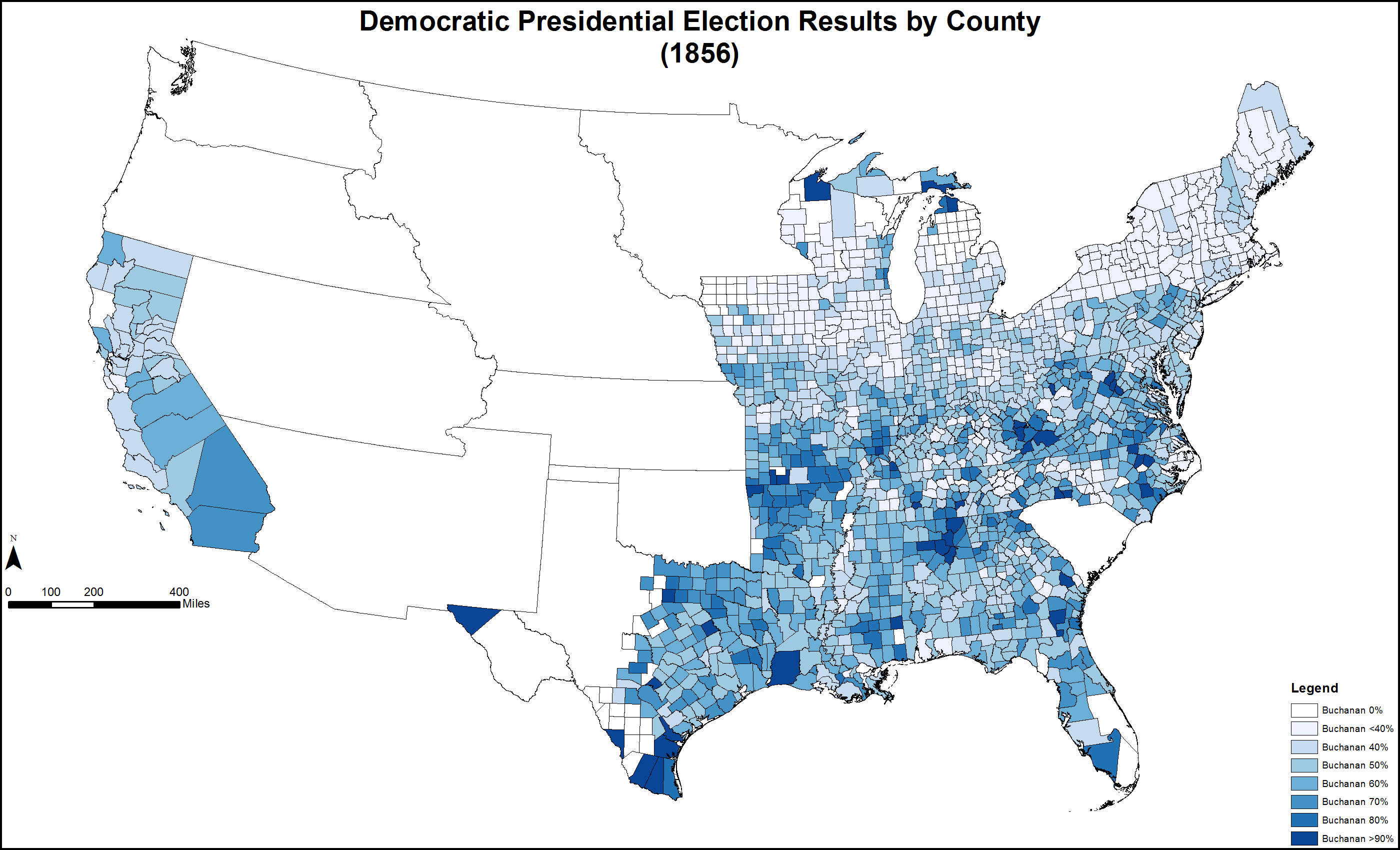
Mappa dei risultati Democratici per contea
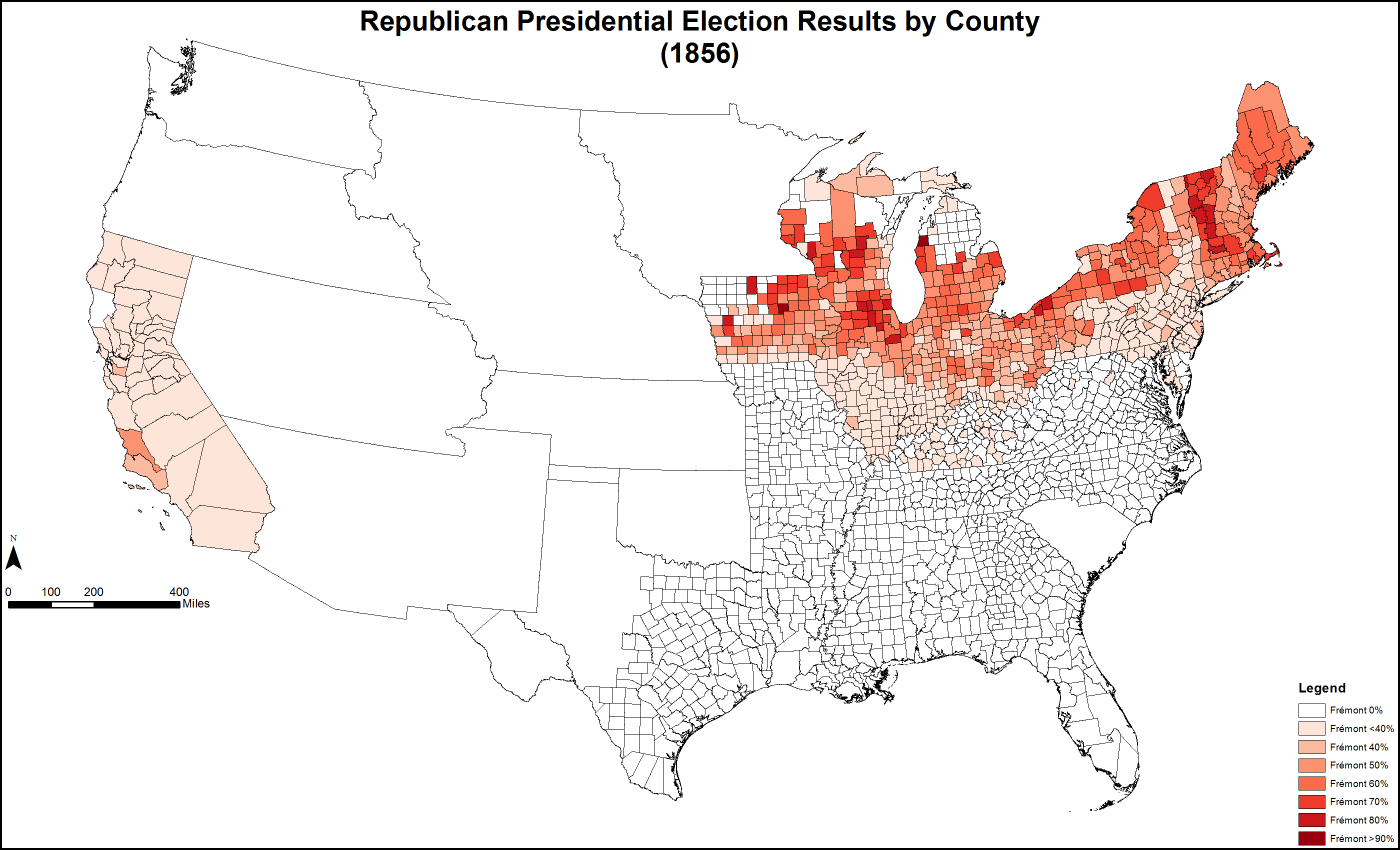
Mappa dei risultati Repubblicani per contea
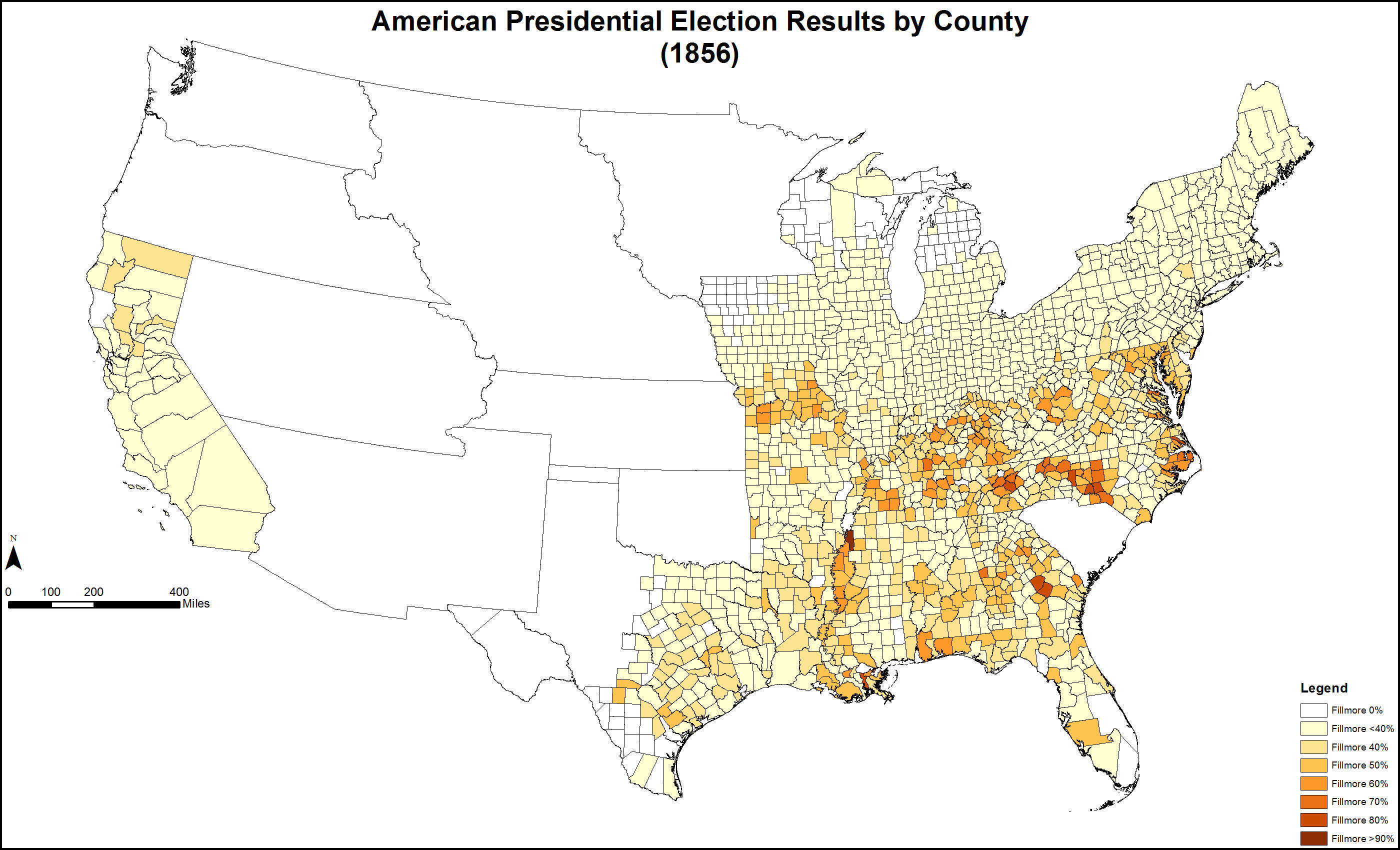
Mappa dei risultati "Know-Nothing" per contea
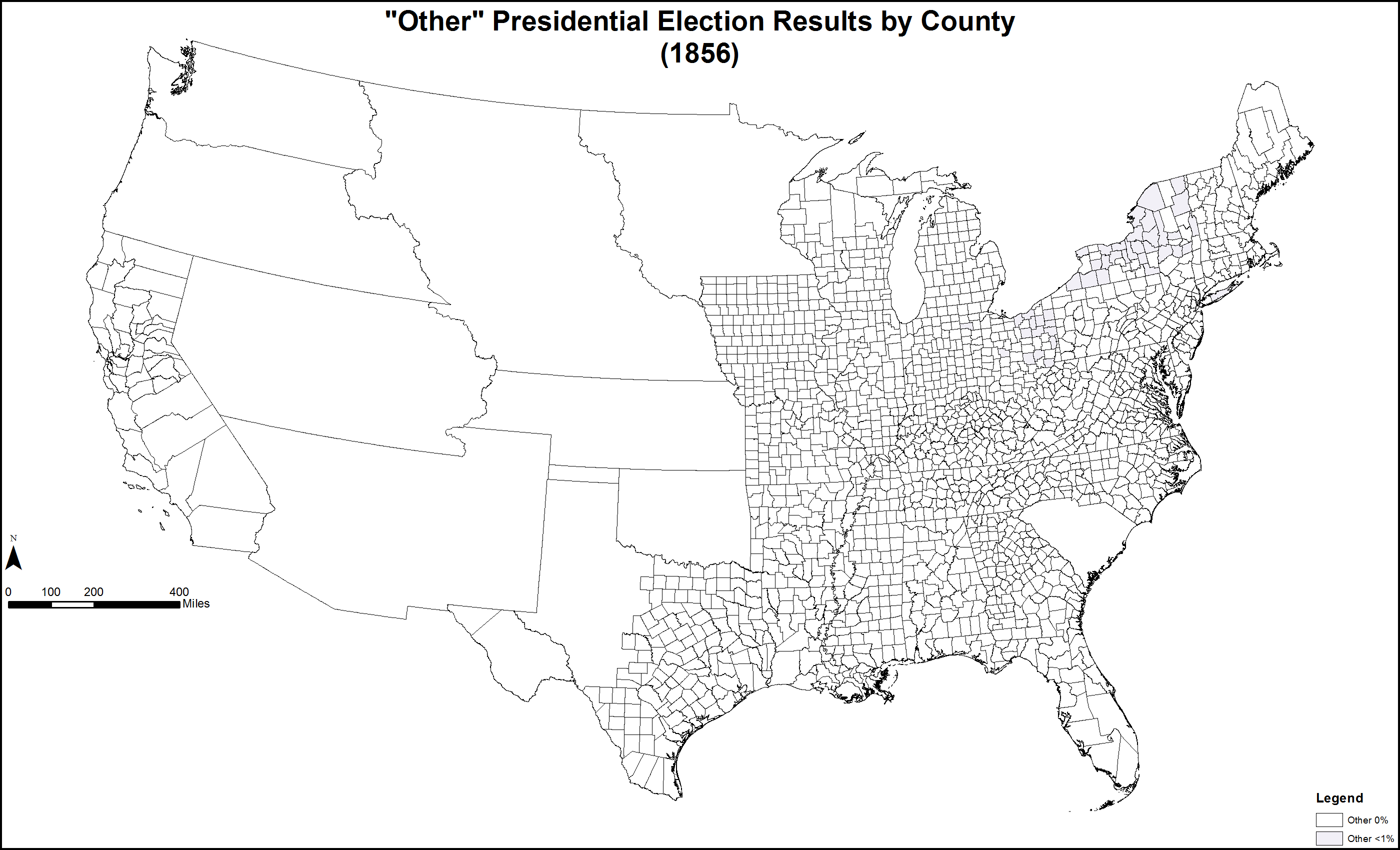
Mappa dei risultati di altri per contea
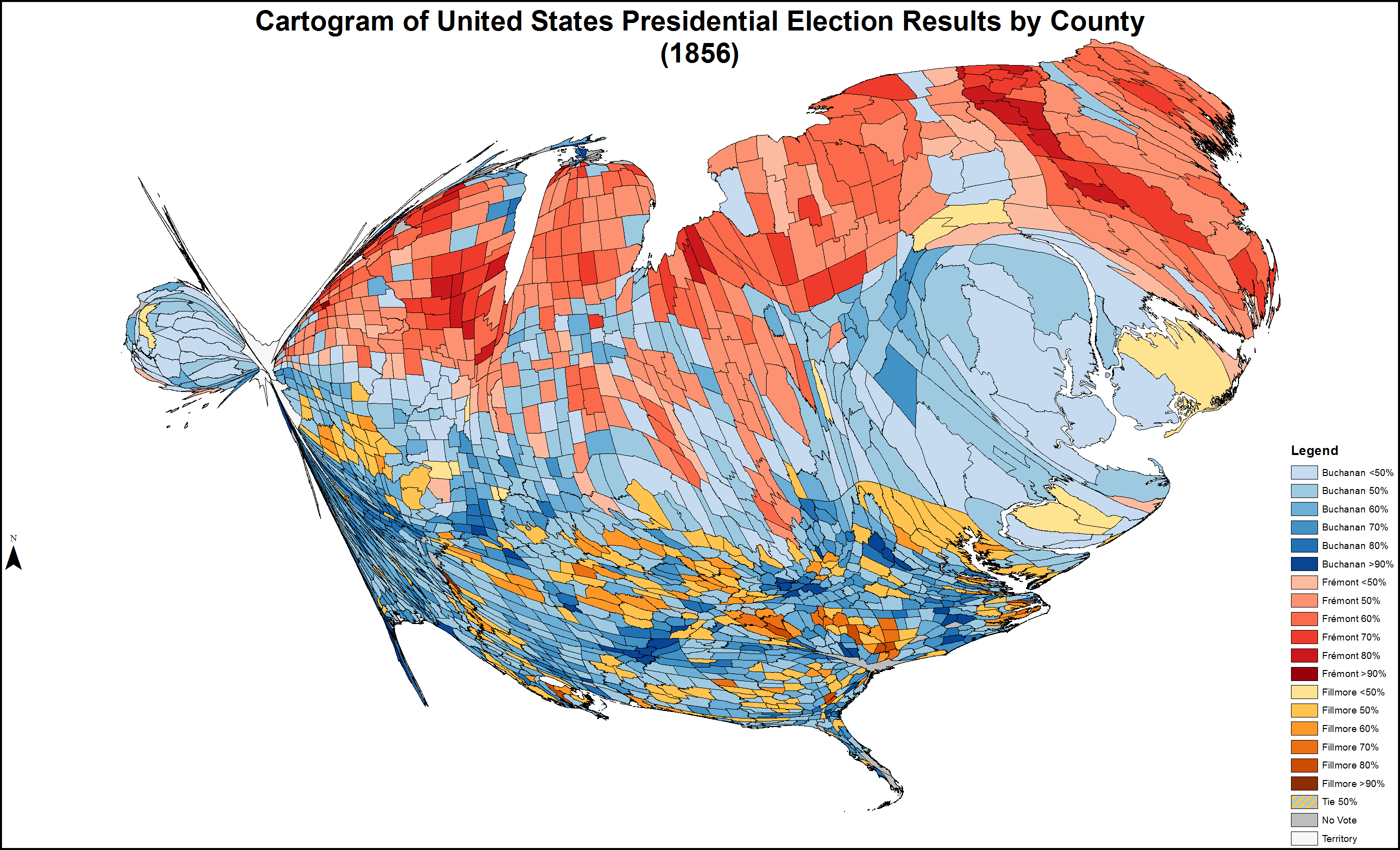
Cartogramma dei risultati per contea
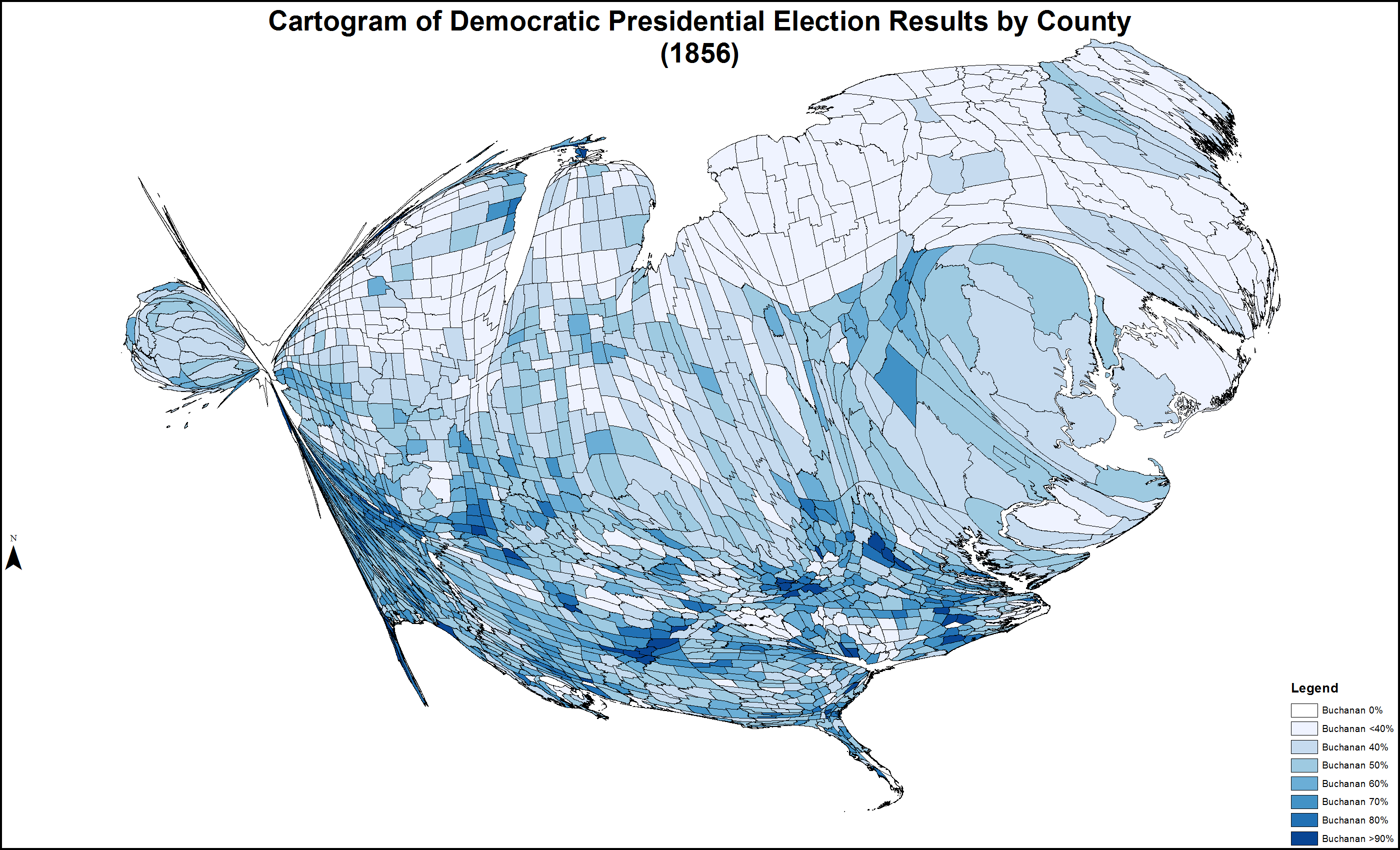
Cartogramma dei risultati Democratici per contea
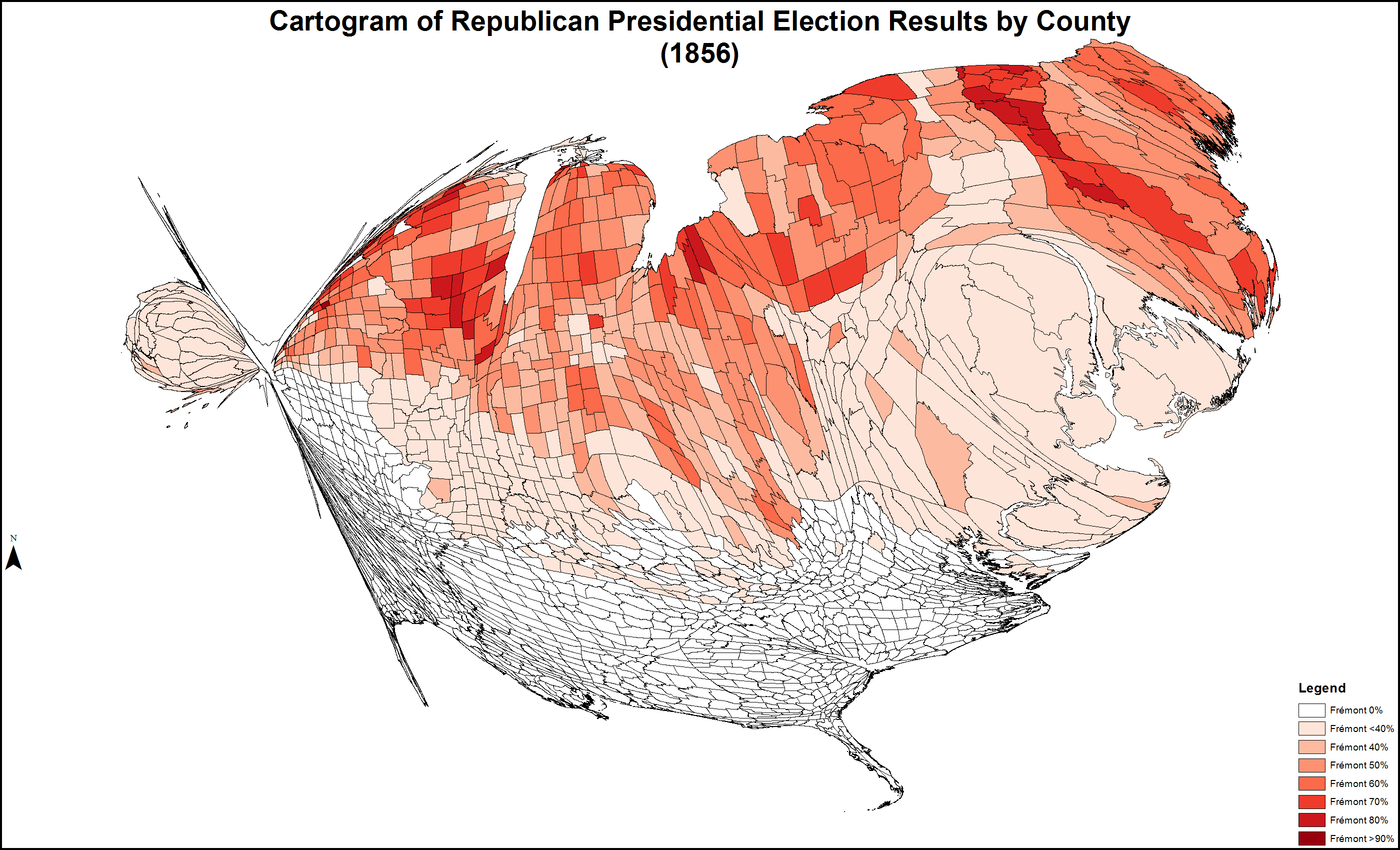
Cartogramma dei risultati Repubblicani per contea
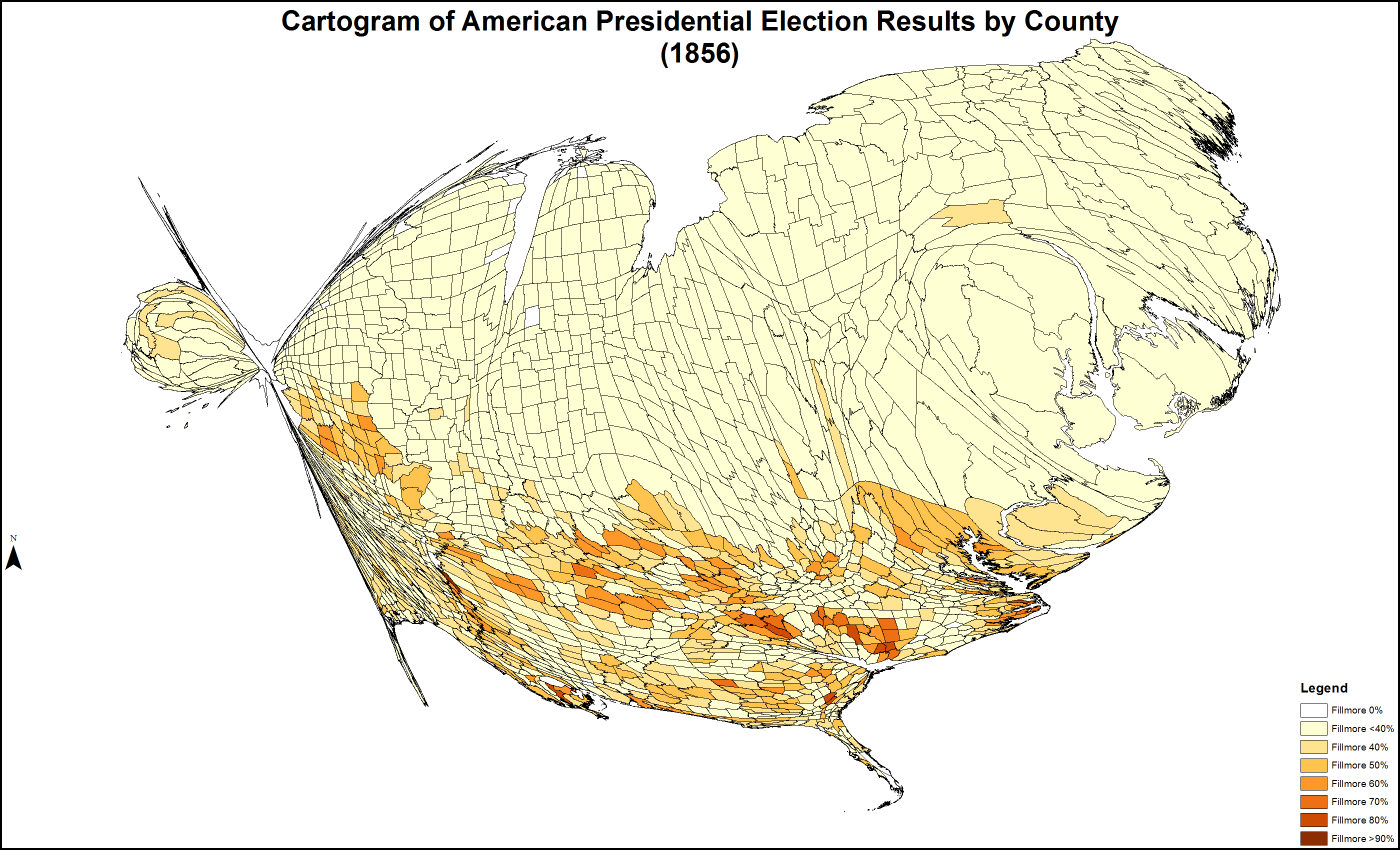
Cartogramma dei risultati "Know-Nothing" per contea
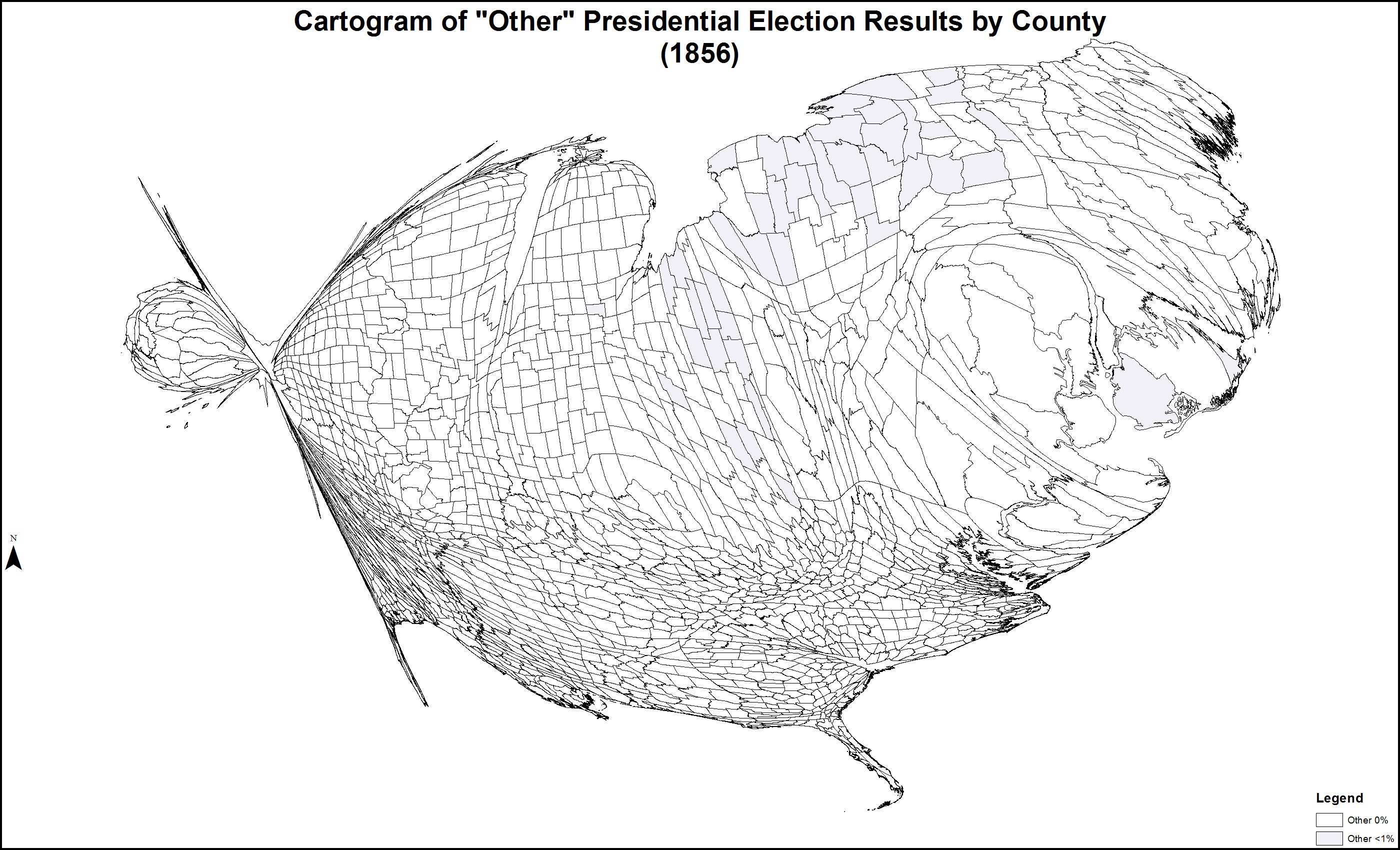
Cartogramma dei risultati "Altri" per contea

### Risultati per Stato
Fonte: Walter Dean Burnham.
| Stati vinti da Buchanan/Bleckinridge. |                 |                            |                            |                            |                              |                              |                              |                               |                               |                               |              |              |  |  |  |  |
| Stati vinti da Frémont/Dayton         |                 |                            |                            |                            |                              |                              |                              |                               |                               |                               |              |              |  |  |  |  |
| Stati vinti da Fillmore/Donelson      |                 |                            |                            |                            |                              |                              |                              |                               |                               |                               |              |              |  |  |  |  |
|                                       |                 | James Buchanan Democratico | James Buchanan Democratico | James Buchanan Democratico | John C. Fremont Repubblicano | John C. Fremont Repubblicano | John C. Fremont Repubblicano | Millard Fillmore Know Nothing | Millard Fillmore Know Nothing | Millard Fillmore Know Nothing | Totale Stati | Totale Stati |  |  |  |  |
| Stato federato                        | Voti elettorali | #                          | %                          | Voti elettorali            | #                            | %                            | Voti elettorali              | #                             | %                             | Voti elettorali               | #            |              |  |  |  |  |
| Alabama                               | 9               | 46.739                     | 62,08                      | 9                          | non partecipa                | non partecipa                | non partecipa                | 28.552                        | 37,92                         | -                             | 75.291       | AL           |  |  |  |  |
| Arkansas                              | 4               | 21.910                     | 67,12                      | 4                          | non partecipa                | non partecipa                | non partecipa                | 10.732                        | 32,88                         | -                             | 32.642       | AR           |  |  |  |  |
| California                            | 4               | 53.342                     | 48,38                      | 4                          | 20.704                       | 18,78                        | -                            | 36.195                        | 32,83                         | -                             | 110.241      | CA           |  |  |  |  |
| Carolina del Nord                     | 10              | 48.243                     | 56,78                      | 10                         | non partecipa                | non partecipa                | non partecipa                | 36.720                        | 43,22                         | -                             | 84.963       | NC           |  |  |  |  |
| Carolina del Sud                      | 8               | senza voto popolare        | senza voto popolare        | 8                          | senza voto popolare          | senza voto popolare          | senza voto popolare          | senza voto popolare           | senza voto popolare           | senza voto popolare           | -            | SC           |  |  |  |  |
| Connecticut                           | 6               | 34.997                     | 43,57                      | -                          | 42.717                       | 53,18                        | 6                            | 2.615                         | 3,26                          | -                             | 80.329       | CT           |  |  |  |  |
| Delaware                              | 3               | 8.004                      | 54,83                      | 3                          | 310                          | 2,12                         | -                            | 6.275                         | 42,99                         | -                             | 14.589       | DE           |  |  |  |  |
| Florida                               | 3               | 6.358                      | 56,81                      | 3                          | non partecipa                | non partecipa                | non partecipa                | 4.833                         | 43,19                         | -                             | 11.191       | FL           |  |  |  |  |
| Georgia                               | 10              | 56.581                     | 57,14                      | 10                         | non partecipa                | non partecipa                | non partecipa                | 42.439                        | 42,86                         | -                             | 99.020       | GA           |  |  |  |  |
| Illinois                              | 11              | 105.528                    | 44,09                      | 11                         | 96.275                       | 40,23                        | -                            | 37.531                        | 15,68                         | -                             | 239.334      | IL           |  |  |  |  |
| Indiana                               | 13              | 118.670                    | 50,41                      | 13                         | 94.375                       | 40,09                        | -                            | 22.386                        | 9,51                          | -                             | 235.431      | IN           |  |  |  |  |
| Iowa                                  | 4               | 37.568                     | 40,70                      | -                          | 45.073                       | 48,83                        | 4                            | 9.669                         | 10,47                         | -                             | 92.310       | IA           |  |  |  |  |
| Kentucky                              | 12              | 74.642                     | 52,54                      | 12                         | non partecipa                | non partecipa                | non partecipa                | 67.416                        | 47,46                         | -                             | 142.058      | KY           |  |  |  |  |
| Louisiana                             | 6               | 22.164                     | 51,70                      | 6                          | non partecipa                | non partecipa                | non partecipa                | 20.709                        | 48,30                         | -                             | 42.873       | LA           |  |  |  |  |
| Maine                                 | 8               | 39.140                     | 35,68                      | -                          | 67.279                       | 61,34                        | 8                            | 3.270                         | 2,98                          | -                             | 109.689      | ME           |  |  |  |  |
| Maryland                              | 8               | 39.123                     | 45,04                      | -                          | 285                          | 0,33                         | -                            | 47.452                        | 54,63                         | 8                             | 86.860       | MD           |  |  |  |  |
| Massachusetts                         | 13              | 39.244                     | 23,08                      | -                          | 108.172                      | 63,61                        | 13                           | 19.626                        | 11,54                         | -                             | 170.048      | MA           |  |  |  |  |
| Michigan                              | 6               | 52.139                     | 41,52                      | -                          | 71.762                       | 57,15                        | 6                            | 1.660                         | 1,32                          | -                             | 125.561      | MI           |  |  |  |  |
| Mississippi                           | 7               | 35.456                     | 59,44                      | 7                          | non partecipa                | non partecipa                | non partecipa                | 24.191                        | 40,56                         | -                             | 59.647       | MS           |  |  |  |  |
| Missouri                              | 9               | 57.964                     | 54,43                      | 9                          | non partecipa                | non partecipa                | non partecipa                | 48.522                        | 45,57                         | -                             | 106.486      | MO           |  |  |  |  |
| New Hampshire                         | 5               | 31.891                     | 45,71                      | -                          | 37.473                       | 53,71                        | 5                            | 410                           | 0,59                          | -                             | 69.774       | NH           |  |  |  |  |
| New Jersey                            | 7               | 46.943                     | 47,23                      | 7                          | 28.338                       | 28,51                        | -                            | 24.115                        | 24,26                         | -                             | 99.396       | NJ           |  |  |  |  |
| New York                              | 35              | 195.878                    | 32,84                      | -                          | 276.004                      | 46,27                        | 35                           | 124,604                       | 20,89                         | -                             | 596.486      | NY           |  |  |  |  |
| Ohio                                  | 23              | 170.874                    | 44,21                      | -                          | 187.497                      | 48,51                        | 23                           | 28.126                        | 7,28                          | -                             | 386.497      | OH           |  |  |  |  |
| Pennsylvania                          | 27              | 230.686                    | 50,13                      | 27                         | 147,286                      | 32,01                        | -                            | 82.189                        | 17,86                         | -                             | 460.161      | PA           |  |  |  |  |
| Rhode Island                          | 4               | 6.680                      | 33,70                      | -                          | 11.467                       | 57,85                        | 4                            | 1.675                         | 8,45                          | -                             | 19.822       | RI           |  |  |  |  |
| Tennessee                             | 12              | 69.704                     | 52,18                      | 12                         | non partecipa                | non partecipa                | non partecipa                | 63.878                        | 47,82                         | -                             | 133.582      | TN           |  |  |  |  |
| Texas                                 | 4               | 31.169                     | 66,59                      | 4                          | non partecipa                | non partecipa                | non partecipa                | 15.639                        | 33,41                         | -                             | 46.808       | TX           |  |  |  |  |
| Vermont                               | 5               | 10.577                     | 20,84                      | -                          | 39.561                       | 77,96                        | 5                            | 545                           | 1,07                          | -                             | 50.748       | VT           |  |  |  |  |
| Virginia                              | 15              | 90.083                     | 59,96                      | 15                         | non partecipa                | non partecipa                | non partecipa                | 60.150                        | 40,04                         | -                             | 150.223      | VA           |  |  |  |  |
| Wisconsin                             | 5               | 52.843                     | 44,22                      | -                          | 66.090                       | 55,30                        | 5                            | 579                           | 0,48                          | -                             | 119.512      | WI           |  |  |  |  |
| Stati Uniti:                          | 296             | 1.835.140                  | 45,29                      | 174                        | 1.340.668                    | 33,09                        | 114                          | 872.703                       | 21,54                         | 8                             | 4.051.605    | US           |  |  |  |  |
| MAGGIORANZA GRANDI ELETTORI:          | 149             |                            |                            |                            |                              |                              |                              |                               |                               |                               |              |              |  |  |  |  |